# Eleições autárquicas portuguesas de 2017 nos Açores

## Resultados por concelho
Os resultados nos concelhos da Região Autónoma dos Açores foram os seguintes:

### Angra do Heroísmo

#### Câmara Municipal
| Partido                 | Partido                        | Votos  | %               | +/-  | Vereadores | +/-     |
| ----------------------- | ------------------------------ | ------ | --------------- | ---- | ---------- | ------- |
|                         | Partido Socialista             | 9 423  | 54,23 / 100,00  | 9,19 | 5 / 7      | 1       |
|                         | Partido Social Democrata       | 5 276  | 30,37 / 100,00  | -    | 2 / 7      | -       |
|                         | CDS – Partido Popular          | 1 318  | 7,59 / 100,00   | -    | 0 / 7      | -       |
|                         | Bloco de Esquerda              | 414    | 2,38 / 100,00   | 0,71 | 0 / 7      | Estável |
|                         | Coligação Democrática Unitária | 331    | 1,91 / 100,00   | 0,37 | 0 / 7      | Estável |
| Votos Inválidos         | Votos Inválidos                | 613    | 3,53 / 100,00   | 2,75 |            |         |
| Total                   | Total                          | 17 375 | 100,00 / 100,00 |      | 7 / 7      |         |
| Eleitorado/Participação | Eleitorado/Participação        | 33 121 | 52,46 / 100,00  | 0,61 |            |         |

| Freguesia                          | %     | %     | %     | %    | %    | Votantes |
| Freguesia                          | PS    | PSD   | CDS   | BE   | CDU  | Votantes |
| ---------------------------------- | ----- | ----- | ----- | ---- | ---- | -------- |
| Altares                            | 72,76 | 18,48 | 4,00  | 0,57 | 1,33 | 525      |
| Angra (Nossa Senhora da Conceição) | 55,31 | 23,43 | 7,76  | 4,76 | 3,36 | 1 430    |
| Angra (Santa Luzia)                | 56,29 | 25,54 | 8,48  | 4,47 | 2,61 | 1 073    |
| Angra (São Pedro)                  | 45,31 | 31,96 | 12,00 | 3,66 | 3,02 | 1 558    |
| Angra (Sé)                         | 42,95 | 34,92 | 11,64 | 2,62 | 2,30 | 610      |
| Cinco Ribeiras                     | 43,04 | 45,00 | 5,65  | 0,65 | 3,48 | 460      |
| Doze Ribeiras                      | 62,77 | 25,33 | 3,55  | 0,71 | 1,06 | 282      |
| Feteira                            | 55,73 | 32,06 | 5,60  | 3,05 | 0,51 | 786      |
| Porto Judeu                        | 56,90 | 33,53 | 5,28  | 1,36 | 0,68 | 1 327    |
| Posto Santo                        | 61,18 | 28,84 | 4,62  | 1,85 | 1,11 | 541      |
| Raminho                            | 55,21 | 38,04 | 3,37  | 0,31 | 0,61 | 326      |
| Ribeirinha                         | 57,35 | 28,61 | 7,97  | 1,24 | 0,98 | 1 531    |
| Santa Bárbara                      | 50,40 | 35,92 | 6,43  | 1,88 | 2,14 | 746      |
| São Bartolomeu dos Regatos         | 46,82 | 34,34 | 10,98 | 2,37 | 1,08 | 929      |
| São Bento                          | 59,20 | 24,71 | 6,62  | 2,84 | 2,00 | 951      |
| São Mateus da Calheta              | 61,95 | 20,25 | 8,57  | 2,19 | 3,85 | 1 506    |
| Serreta                            | 58,23 | 24,47 | 10,55 | 1,69 | 2,11 | 237      |
| Terra Chã                          | 50,17 | 38,41 | 5,06  | 1,98 | 1,09 | 1 463    |
| Vila de São Sebastião              | 49,54 | 38,21 | 8,04  | 1,46 | 0,73 | 1 094    |
| Angra do Heroísmo                  | 54,23 | 30,37 | 7,59  | 2,38 | 1,91 | 17 375   |

#### Assembleia Municipal
| Partido                 | Partido                        | Votos  | %               | +/-  | Deputados | +/-     |
| ----------------------- | ------------------------------ | ------ | --------------- | ---- | --------- | ------- |
|                         | Partido Socialista             | 8 713  | 50,15 / 100,00  | 5,35 | 12 / 21   | 1       |
|                         | Partido Social Democrata       | 5 458  | 31,41 / 100,00  | -    | 7 / 21    | -       |
|                         | CDS – Partido Popular          | 1 545  | 8,89 / 100,00   | -    | 2 / 21    | -       |
|                         | Bloco de Esquerda              | 566    | 3,26 / 100,00   | 0,05 | 0 / 21    | Estável |
|                         | Coligação Democrática Unitária | 413    | 2,38 / 100,00   | 0,20 | 0 / 21    | Estável |
| Votos Inválidos         | Votos Inválidos                | 679    | 3,91 / 100,00   | 2,63 |           |         |
| Total                   | Total                          | 17 374 | 100,00 / 100,00 |      | 21 / 21   |         |
| Eleitorado/Participação | Eleitorado/Participação        | 33 121 | 52,46 / 100,00  | 0,61 |           |         |

| Freguesia                          | %     | %     | %     | %    | %    | Votantes |
| Freguesia                          | PS    | PSD   | CDS   | BE   | CDU  | Votantes |
| ---------------------------------- | ----- | ----- | ----- | ---- | ---- | -------- |
| Altares                            | 66,48 | 22,67 | 4,95  | 1,14 | 0,95 | 525      |
| Angra (Nossa Senhora da Conceição) | 51,82 | 22,24 | 10,56 | 6,01 | 3,78 | 1 430    |
| Angra (Santa Luzia)                | 51,35 | 25,07 | 11,84 | 5,59 | 3,26 | 1 073    |
| Angra (São Pedro)                  | 40,95 | 33,76 | 12,97 | 4,81 | 3,79 | 1 558    |
| Angra (Sé)                         | 37,21 | 36,39 | 12,62 | 5,25 | 2,79 | 610      |
| Cinco Ribeiras                     | 39,35 | 47,83 | 5,65  | 1,30 | 3,48 | 460      |
| Doze Ribeiras                      | 58,87 | 27,66 | 3,19  | 1,77 | 2,48 | 282      |
| Feteira                            | 52,67 | 33,08 | 5,85  | 3,44 | 1,15 | 786      |
| Porto Judeu                        | 52,75 | 33,69 | 6,63  | 1,88 | 1,43 | 1 327    |
| Posto Santo                        | 56,56 | 31,42 | 5,18  | 1,85 | 2,40 | 541      |
| Raminho                            | 47,55 | 42,94 | 3,68  | 1,23 | 1,53 | 326      |
| Ribeirinha                         | 55,26 | 29,39 | 9,34  | 1,44 | 1,11 | 1 531    |
| Santa Bárbara                      | 49,20 | 34,05 | 9,12  | 2,41 | 0,94 | 746      |
| São Bartolomeu dos Regatos         | 44,24 | 33,58 | 13,35 | 3,44 | 0,97 | 929      |
| São Bento                          | 54,99 | 26,81 | 7,15  | 3,68 | 2,63 | 951      |
| São Mateus da Calheta              | 57,10 | 20,78 | 9,50  | 3,52 | 4,98 | 1 506    |
| Serreta                            | 57,38 | 24,05 | 13,08 | 2,11 | 0    | 237      |
| Terra Chã                          | 44,63 | 41,29 | 5,47  | 3,28 | 1,44 | 1 463    |
| Vila de São Sebastião              | 44,74 | 40,62 | 8,78  | 1,56 | 1,83 | 1 093    |
| Angra do Heroísmo                  | 50,15 | 31,41 | 8,89  | 3,26 | 2,38 | 17 374   |

#### Juntas de Freguesia
| Partido                 | Partido                        | Votos  | %               | +/-   | Presidentes | +/-     | Mandatos  | +/-     |
| ----------------------- | ------------------------------ | ------ | --------------- | ----- | ----------- | ------- | --------- | ------- |
|                         | Partido Socialista             | 8 678  | 49,95 / 100,00  | 2,92  | 13 / 19     | Estável | 88 / 159  | 5       |
|                         | Partido Social Democrata       | 5 636  | 32,44 / 100,00  | 18,70 | 5 / 19      | 2       | 56 / 159  | 32      |
|                         | CDS – Partido Popular          | 1 460  | 8,40 / 100,00   | 6,31  | 0 / 19      | Estável | 7 / 159   | 4       |
|                         | Grupo de Cidadãos              | 496    | 2,85 / 100,00   | 0,51  | 1 / 19      | Estável | 8 / 159   | 2       |
|                         | Coligação Democrática Unitária | 266    | 1,53 / 100,00   | 0,29  | 0 / 19      | Estável | 0 / 159   | Estável |
|                         | Bloco de Esquerda              | 183    | 1,05 / 100,00   | 0,47  | 0 / 19      | Estável | 0 / 159   | Estável |
| Votos Inválidos         | Votos Inválidos                | 656    | 3,78 / 100,00   | 1,46  |             |         |           |         |
| Total                   | Total                          | 17 375 | 100,00 / 100,00 |       | 19 / 19     |         | 159 / 159 |         |
| Eleitorado/Participação | Eleitorado/Participação        | 33 121 | 52,46 / 100,00  | 0,61  |             |         |           |         |

| Freguesia                          | Partido Vencedor | Partido Vencedor         | %              | Mandatos |
| ---------------------------------- | ---------------- | ------------------------ | -------------- | -------- |
| Altares                            |                  | Partido Socialista       | 78,86 / 100,00 | 6 / 7    |
| Angra (Nossa Senhora da Conceição) |                  | Partido Socialista       | 57,62 / 100,00 | 7 / 9    |
| Angra (Santa Luzia)                |                  | Partido Socialista       | 50,98 / 100,00 | 5 / 9    |
| Angra (São Pedro)                  |                  | Partido Socialista       | 42,30 / 100,00 | 4 / 9    |
| Angra (Sé)                         |                  | Grupo dos Cidadãos       | 51,64 / 100,00 | 5 / 9    |
| Cinco Ribeiras                     |                  | Partido Social Democrata | 55,22 / 100,00 | 4 / 7    |
| Doze Ribeiras                      |                  | Partido Socialista       | 60,99 / 100,00 | 5 / 7    |
| Feteira                            |                  | Partido Socialista       | 54,71 / 100,00 | 5 / 9    |
| Porto Judeu                        |                  | Partido Socialista       | 51,32 / 100,00 | 5 / 9    |
| Posto Santo                        |                  | Partido Socialista       | 58,60 / 100,00 | 4 / 7    |
| Raminho                            |                  | Partido Social Democrata | 50,92 / 100,00 | 4 / 7    |
| Ribeirinha                         |                  | Partido Socialista       | 62,12 / 100,00 | 6 / 9    |
| Santa Bárbara                      |                  | Partido Socialista       | 47,18 / 100,00 | 5 / 9    |
| São Bartolomeu dos Regatos         |                  | Partido Social Democrata | 40,80 / 100,00 | 4 / 9    |
| São Bento                          |                  | Partido Socialista       | 61,30 / 100,00 | 7 / 9    |
| São Mateus da Calheta              |                  | Partido Socialista       | 64,34 / 100,00 | 7 / 9    |
| Serreta                            |                  | Partido Socialista       | 56,54 / 100,00 | 4 / 7    |
| Terra Chã                          |                  | Partido Social Democrata | 60,42 / 100,00 | 6 / 9    |
| Vila de São Sebastião              |                  | Partido Social Democrata | 51,55 / 100,00 | 5 / 9    |

### Calheta

#### Câmara Municipal
| Partido                 | Partido                               | Votos | %               | +/-   | Vereadores | +/-  |
| ----------------------- | ------------------------------------- | ----- | --------------- | ----- | ---------- | ---- |
|                         | Dar Vida ao Concelho (Apoiado por PS) | 1 460 | 62,55 / 100,00  | 21,58 | 4 / 5      | 2    |
|                         | Renascer do Concelho                  | 359   | 15,38 / 100,00  | Novo  | 1 / 5      | Novo |
|                         | Partido Social Democrata              | 329   | 14,10 / 100,00  | 13,45 | 0 / 5      | 1    |
|                         | Coligação Democrática Unitária        | 54    | 2,31 / 100,00   | -     | 0 / 5      | -    |
|                         | Bloco de Esquerda                     | 39    | 1,67 / 100,00   | -     | 0 / 5      | -    |
| Votos Inválidos         | Votos Inválidos                       | 93    | 3,99 / 100,00   | 1,08  |            |      |
| Total                   | Total                                 | 2 334 | 100,00 / 100,00 |       | 5 / 5      |      |
| Eleitorado/Participação | Eleitorado/Participação               | 3 661 | 63,75 / 100,00  | 5,55  |            |      |

| Freguesia                       | %     | %     | %     | %    | %    | Votantes |
| Freguesia                       | DVC   | RC    | PSD   | CDU  | BE   | Votantes |
| ------------------------------- | ----- | ----- | ----- | ---- | ---- | -------- |
| Calheta                         | 58,78 | 20,74 | 12,09 | 2,67 | 1,53 | 786      |
| Norte Pequeno                   | 60,76 | 17,09 | 12,03 | 1,90 | 4,43 | 158      |
| Ribeira Seca                    | 72,77 | 13,16 | 8,17  | 1,82 | 1,36 | 661      |
| Santo Antão                     | 60,56 | 7,89  | 21,35 | 3,02 | 2,09 | 431      |
| Topo (Nossa Senhora do Rosário) | 53,69 | 16,11 | 23,15 | 1,68 | 0,67 | 298      |
| Calheta                         | 62,55 | 15,38 | 14,10 | 2,31 | 1,67 | 2 334    |

#### Assembleia Municipal
| Partido                 | Partido                        | Votos | %               | +/-   | Deputados | +/-  |
| ----------------------- | ------------------------------ | ----- | --------------- | ----- | --------- | ---- |
|                         | Dar Vida ao Concelho           | 1 024 | 43,89 / 100,00  | 7,19  | 8 / 15    | 2    |
|                         | Partido Socialista             | 595   | 25,50 / 100,00  | 4,01  | 4 / 15    | 1    |
|                         | Partido Social Democrata       | 324   | 13,89 / 100,00  | 12,72 | 2 / 15    | 2    |
|                         | Renascer do Concelho           | 192   | 8,23 / 100,00   | Novo  | 1 / 15    | Novo |
|                         | Coligação Democrática Unitária | 97    | 4,16 / 100,00   | -     | 0 / 15    | -    |
| Votos Inválidos         | Votos Inválidos                | 101   | 4,32 / 100,00   | 0,43  |           |      |
| Total                   | Total                          | 2 333 | 100,00 / 100,00 |       | 15 / 15   |      |
| Eleitorado/Participação | Eleitorado/Participação        | 3 661 | 63,73 / 100,00  | 5,57  |           |      |

| Freguesia                       | %     | %     | %     | %    | %    | Votantes |
| Freguesia                       | DVC   | PS    | PSD   | RC   | CDU  | Votantes |
| ------------------------------- | ----- | ----- | ----- | ---- | ---- | -------- |
| Calheta                         | 37,79 | 32,19 | 11,45 | 7,63 | 5,85 | 786      |
| Norte Pequeno                   | 46,20 | 32,91 | 8,23  | 9,49 | 1,90 | 158      |
| Ribeira Seca                    | 57,88 | 16,36 | 8,94  | 9,55 | 3,64 | 660      |
| Santo Antão                     | 42,92 | 15,78 | 24,13 | 7,89 | 3,48 | 431      |
| Topo (Nossa Senhora do Rosário) | 29,19 | 38,26 | 19,46 | 6,71 | 3,02 | 298      |
| Calheta                         | 43,89 | 25,50 | 13,89 | 8,23 | 4,16 | 2 333    |

#### Juntas de Freguesia
| Partido                 | Partido                        | Votos | %               | +/-   | Presidentes | +/- | Mandatos | +/- |
| ----------------------- | ------------------------------ | ----- | --------------- | ----- | ----------- | --- | -------- | --- |
|                         | Grupo de Cidadãos              | 1 061 | 45,52 / 100,00  | 24,33 | 2 / 5       | 1   | 17 / 37  | 8   |
|                         | Partido Socialista             | 819   | 35,14 / 100,00  | 2,06  | 3 / 5       | 1   | 16 / 37  | 2   |
|                         | Partido Social Democrata       | 352   | 15,10 / 100,00  | 26,85 | 0 / 5       | 3   | 4 / 37   | 10  |
|                         | Coligação Democrática Unitária | 15    | 0,64 / 100,00   | -     | 0 / 5       | -   | 0 / 37   | -   |
| Votos Inválidos         | Votos Inválidos                | 84    | 3,61 / 100,00   | 0,15  |             |     |          |     |
| Total                   | Total                          | 2 331 | 100,00 / 100,00 |       | 5 / 5       |     | 37 / 37  |     |
| Eleitorado/Participação | Eleitorado/Participação        | 3 661 | 63,67 / 100,00  | 5,63  |             |     |          |     |

| Freguesia                       | Partido Vencedor | Partido Vencedor   | %              | Mandatos |
| ------------------------------- | ---------------- | ------------------ | -------------- | -------- |
| Calheta                         |                  | Partido Socialista | 43,51 / 100,00 | 4 / 9    |
| Norte Pequeno                   |                  | Partido Socialista | 54,43 / 100,00 | 4 / 7    |
| Ribeira Seca                    |                  | Grupo de Cidadãos  | 60,94 / 100,00 | 5 / 7    |
| Santo Antão                     |                  | Grupo de Cidadãos  | 53,13 / 100,00 | 4 / 7    |
| Topo (Nossa Senhora do Rosário) |                  | Partido Socialista | 74,50 / 100,00 | 6 / 7    |

### Corvo

#### Câmara Municipal
| Partido                 | Partido                  | Votos | %               | +/-  | Vereadores | +/- |
| ----------------------- | ------------------------ | ----- | --------------- | ---- | ---------- | --- |
|                         | Partido Socialista       | 164   | 61,89 / 100,00  | 2,92 | 4 / 5      | 1   |
|                         | Partido Social Democrata | 73    | 27,55 / 100,00  | 6,52 | 1 / 5      | 1   |
| Votos Inválidos         | Votos Inválidos          | 28    | 10,57 / 100,00  | 3,61 |            |     |
| Total                   | Total                    | 265   | 100,00 / 100,00 |      | 5 / 5      |     |
| Eleitorado/Participação | Eleitorado/Participação  | 348   | 76,15 / 100,00  | 0,54 |            |     |

| Freguesia | %     | %     | Votantes |
| Freguesia | PS    | PSD   | Votantes |
| --------- | ----- | ----- | -------- |
| Corvo     | 61,89 | 27,55 | 265      |
| Corvo     | 61,89 | 27,55 | 265      |

#### Assembleia Municipal
| Partido                 | Partido                 | Votos | %               | +/-  | Deputados | +/- |
| ----------------------- | ----------------------- | ----- | --------------- | ---- | --------- | --- |
|                         | Partido Socialista      | 129   | 48,68 / 100,00  | 7,27 | 8 / 15    | 1   |
|                         | CDS-PPM                 | 121   | 45,66 / 100,00  | -    | 7 / 15    | -   |
| Votos Inválidos         | Votos Inválidos         | 15    | 5,66 / 100,00   | 2,03 |           |     |
| Total                   | Total                   | 265   | 100,00 / 100,00 |      | 15 / 15   |     |
| Eleitorado/Participação | Eleitorado/Participação | 348   | 76,15 / 100,00  | 0,54 |           |     |

| Freguesia | %     | %        | Votantes |
| Freguesia | PS    | CDS- PPM | Votantes |
| --------- | ----- | -------- | -------- |
| Corvo     | 48,68 | 45,66    | 265      |
| Corvo     | 48,68 | 45,66    | 265      |

### Horta

#### Câmara Municipal
| Partido                 | Partido                        | Votos  | %               | +/-  | Vereadores | +/-     |
| ----------------------- | ------------------------------ | ------ | --------------- | ---- | ---------- | ------- |
|                         | Partido Socialista             | 3 872  | 47,08 / 100,00  | 5,35 | 4 / 7      | Estável |
|                         | PSD-CDS                        | 3 521  | 42,81 / 100,00  | 8,80 | 3 / 7      | Estável |
|                         | Coligação Democrática Unitária | 394    | 4,79 / 100,00   | 0,36 | 0 / 7      | Estável |
|                         | Pessoas–Animais–Natureza       | 151    | 1,84 / 100,00   | -    | 0 / 7      | -       |
|                         | Bloco de Esquerda              | 120    | 1,46 / 100,00   | 2,32 | 0 / 7      | Estável |
| Votos Inválidos         | Votos Inválidos                | 166    | 2,02 / 100,00   | 2,61 |            |         |
| Total                   | Total                          | 8 224  | 100,00 / 100,00 |      | 7 / 7      |         |
| Eleitorado/Participação | Eleitorado/Participação        | 13 021 | 63,16 / 100,00  | 2,22 |            |         |

| Freguesia           | %     | %        | %    | %    | %    | Votantes |
| Freguesia           | PS    | PSD- CDS | CDU  | PAN  | BE   | Votantes |
| ------------------- | ----- | -------- | ---- | ---- | ---- | -------- |
| Capelo              | 49,24 | 36,86    | 6,95 | 2,11 | 1,81 | 331      |
| Castelo Branco      | 55,00 | 38,78    | 2,30 | 1,08 | 0,95 | 740      |
| Cedros              | 39,86 | 51,22    | 4,72 | 1,57 | 0,52 | 572      |
| Feteira             | 52,40 | 40,63    | 3,33 | 1,67 | 0,42 | 960      |
| Flamengos           | 52,74 | 39,72    | 2,41 | 1,20 | 2,30 | 914      |
| Horta (Angústias)   | 42,28 | 45,28    | 6,17 | 2,66 | 1,72 | 1 166    |
| Horta (Conceição)   | 50,86 | 37,91    | 4,52 | 2,65 | 1,72 | 641      |
| Horta (Matriz)      | 38,99 | 44,54    | 9,02 | 2,48 | 2,15 | 1 208    |
| Pedro Miguel        | 46,62 | 42,41    | 6,33 | 1,48 | 1,48 | 474      |
| Praia do Almoxarife | 51,07 | 38,99    | 4,29 | 2,14 | 0,78 | 513      |
| Praia do Norte      | 34,78 | 62,11    | 0,62 | 0,62 | 0,62 | 161      |
| Ribeirinha          | 58,98 | 34,92    | 2,03 | 1,02 | 1,69 | 295      |
| Salão               | 34,54 | 61,45    | 1,61 | 0    | 2,01 | 249      |
| Horta               | 47,08 | 42,81    | 4,79 | 1,84 | 1,46 | 8 224    |

#### Assembleia Municipal
| Partido                 | Partido                        | Votos  | %               | +/-  | Deputados | +/-     |
| ----------------------- | ------------------------------ | ------ | --------------- | ---- | --------- | ------- |
|                         | PSD-CDS                        | 3 512  | 42,70 / 100,00  | 7,18 | 10 / 21   | 2       |
|                         | Partido Socialista             | 3 278  | 39,86 / 100,00  | 7,03 | 9 / 21    | 2       |
|                         | Coligação Democrática Unitária | 649    | 7,89 / 100,00   | 0,88 | 1 / 21    | 1       |
|                         | Pessoas–Animais–Natureza       | 392    | 4,77 / 100,00   | -    | 1 / 21    | -       |
|                         | Bloco de Esquerda              | 156    | 1,90 / 100,00   | 1,93 | 0 / 21    | Estável |
| Votos Inválidos         | Votos Inválidos                | 237    | 2,88 / 100,00   | 2,11 |           |         |
| Total                   | Total                          | 8 224  | 100,00 / 100,00 |      | 21 / 21   |         |
| Eleitorado/Participação | Eleitorado/Participação        | 13 021 | 63,16 / 100,00  | 2,22 |           |         |

| Freguesia           | %        | %     | %     | %    | %    | Votantes |
| Freguesia           | PSD- CDS | PS    | CDU   | PAN  | BE   | Votantes |
| ------------------- | -------- | ----- | ----- | ---- | ---- | -------- |
| Capelo              | 37,76    | 42,60 | 10,57 | 3,63 | 1,81 | 331      |
| Castelo Branco      | 40,27    | 46,76 | 6,49  | 2,43 | 1,22 | 740      |
| Cedros              | 51,40    | 33,74 | 5,94  | 3,32 | 1,57 | 572      |
| Feteira             | 40,42    | 42,50 | 5,21  | 7,29 | 1,35 | 960      |
| Flamengos           | 44,09    | 44,42 | 3,28  | 3,06 | 1,97 | 914      |
| Horta (Angústias)   | 42,37    | 36,54 | 9,18  | 6,78 | 3,00 | 1 166    |
| Horta (Conceição)   | 36,51    | 42,43 | 8,74  | 7,02 | 2,03 | 641      |
| Horta (Matriz)      | 43,63    | 31,37 | 13,08 | 6,04 | 2,48 | 1 208    |
| Pedro Miguel        | 42,41    | 39,45 | 11,81 | 3,16 | 1,27 | 474      |
| Praia do Almoxarife | 36,06    | 46,78 | 7,60  | 4,87 | 1,56 | 513      |
| Praia do Norte      | 62,73    | 32,30 | 1,86  | 0    | 2,48 | 161      |
| Ribeirinha          | 35,59    | 53,90 | 6,10  | 1,02 | 0,68 | 295      |
| Salão               | 63,05    | 27,71 | 6,02  | 2,01 | 1,20 | 249      |
| Horta               | 42,70    | 39,86 | 7,89  | 4,77 | 1,90 | 8 224    |

#### Juntas de Freguesia
| Partido                 | Partido                        | Votos  | %               | +/-   | Presidentes | +/-     | Mandatos  | +/-     |
| ----------------------- | ------------------------------ | ------ | --------------- | ----- | ----------- | ------- | --------- | ------- |
|                         | PSD-CDS                        | 3 828  | 46,55 / 100,00  | 10,38 | 8 / 13      | 3       | 53 / 103  | 11      |
|                         | Partido Socialista             | 3 563  | 43,32 / 100,00  | 7,68  | 5 / 13      | 3       | 48 / 103  | 10      |
|                         | Coligação Democrática Unitária | 431    | 5,24 / 100,00   | 0,98  | 0 / 13      | Estável | 2 / 103   | 1       |
|                         | Bloco de Esquerda              | 118    | 1,43 / 100,00   | 0,61  | 0 / 13      | Estável | 0 / 103   | Estável |
| Votos Inválidos         | Votos Inválidos                | 284    | 3,46 / 100,00   | 1,11  |             |         |           |         |
| Total                   | Total                          | 8 224  | 100,00 / 100,00 |       | 13 / 13     |         | 103 / 103 |         |
| Eleitorado/Participação | Eleitorado/Participação        | 13 021 | 63,16 / 100,00  | 2,22  |             |         |           |         |

| Freguesia           | Partido Vencedor | Partido Vencedor   | %              | Mandatos |
| ------------------- | ---------------- | ------------------ | -------------- | -------- |
| Capelo              |                  | Partido Socialista | 50,76 / 100,00 | 4 / 7    |
| Castelo Branco      |                  | Partido Socialista | 55,14 / 100,00 | 5 / 9    |
| Cedros              |                  | PSD-CDS            | 58,57 / 100,00 | 5 / 7    |
| Feteira             |                  | PSD-CDS            | 46,88 / 100,00 | 5 / 9    |
| Flamengos           |                  | PSD-CDS            | 50,22 / 100,00 | 5 / 9    |
| Horta (Angústias)   |                  | PSD-CDS            | 48,20 / 100,00 | 5 / 9    |
| Horta (Conceição)   |                  | Partido Socialista | 58,19 / 100,00 | 6 / 9    |
| Horta (Matriz)      |                  | PSD-CDS            | 48,59 / 100,00 | 5 / 9    |
| Pedro Miguel        |                  | PSD-CDS            | 51,05 / 100,00 | 4 / 7    |
| Praia do Almoxarife |                  | Partido Socialista | 53,80 / 100,00 | 4 / 7    |
| Praia do Norte      |                  | PSD-CDS            | 60,25 / 100,00 | 4 / 7    |
| Ribeirinha          |                  | Partido Socialista | 59,66 / 100,00 | 5 / 7    |
| Salão               |                  | PSD-CDS            | 70,28 / 100,00 | 5 / 7    |

### Lagoa

#### Câmara Municipal
| Partido                 | Partido                        | Votos  | %               | +/-  | Vereadores | +/-     |
| ----------------------- | ------------------------------ | ------ | --------------- | ---- | ---------- | ------- |
|                         | Partido Socialista             | 4 474  | 70,17 / 100,00  | 2,34 | 5 / 7      | 1       |
|                         | Partido Social Democrata       | 1 509  | 23,67 / 100,00  | 3,15 | 2 / 7      | 1       |
|                         | Coligação Democrática Unitária | 158    | 2,48 / 100,00   | 0,67 | 0 / 7      | Estável |
| Votos Inválidos         | Votos Inválidos                | 235    | 3,69 / 100,00   | 0,91 |            |         |
| Total                   | Total                          | 6 376  | 100,00 / 100,00 |      | 7 / 7      |         |
| Eleitorado/Participação | Eleitorado/Participação        | 12 776 | 49,91 / 100,00  | 0,07 |            |         |

| Freguesia                        | %     | %     | %    | Votantes |
| Freguesia                        | PS    | PSD   | CDU  | Votantes |
| -------------------------------- | ----- | ----- | ---- | -------- |
| Água de Pau                      | 72,88 | 22,31 | 1,34 | 1 497    |
| Cabouco                          | 72,66 | 20,09 | 3,62 | 856      |
| Lagoa (Nossa Senhora do Rosário) | 67,56 | 24,66 | 2,85 | 2 210    |
| Lagoa (Santa Cruz)               | 69,20 | 25,73 | 2,72 | 1 578    |
| Ribeira Chã                      | 74,89 | 22,13 | 0,43 | 235      |
| Lagoa                            | 70,17 | 23,67 | 2,48 | 6 376    |

#### Assembleia Municipal
| Partido                 | Partido                        | Votos  | %               | +/-  | Deputados | +/-     |
| ----------------------- | ------------------------------ | ------ | --------------- | ---- | --------- | ------- |
|                         | Partido Socialista             | 4 169  | 65,39 / 100,00  | 3,00 | 15 / 21   | Estável |
|                         | Partido Social Democrata       | 1 696  | 26,60 / 100,00  | 3,00 | 6 / 21    | 1       |
|                         | Coligação Democrática Unitária | 225    | 3,53 / 100,00   | 1,06 | 0 / 21    | Estável |
| Votos Inválidos         | Votos Inválidos                | 286    | 4,49 / 100,00   | 0,53 |           |         |
| Total                   | Total                          | 6 376  | 100,00 / 100,00 |      | 21 / 21   |         |
| Eleitorado/Participação | Eleitorado/Participação        | 12 776 | 49,91 / 100,00  | 0,07 |           |         |

| Freguesia                        | %     | %     | %    | Votantes |
| Freguesia                        | PS    | PSD   | CDU  | Votantes |
| -------------------------------- | ----- | ----- | ---- | -------- |
| Água de Pau                      | 67,87 | 25,78 | 2,20 | 1 497    |
| Cabouco                          | 68,57 | 21,85 | 3,74 | 856      |
| Lagoa (Nossa Senhora do Rosário) | 61,67 | 28,73 | 4,07 | 2 210    |
| Lagoa (Santa Cruz)               | 65,34 | 27,57 | 4,25 | 1 578    |
| Ribeira Chã                      | 73,19 | 22,55 | 1,28 | 235      |
| Lagoa                            | 65,39 | 26,60 | 3,53 | 6 376    |

#### Juntas de Freguesia
| Partido                 | Partido                        | Votos  | %               | +/-  | Presidentes | +/-     | Mandatos | +/-     |
| ----------------------- | ------------------------------ | ------ | --------------- | ---- | ----------- | ------- | -------- | ------- |
|                         | Partido Socialista             | 3 790  | 59,44 / 100,00  | 5,95 | 5 / 5       | 1       | 29 / 43  | 2       |
|                         | Partido Social Democrata       | 2 017  | 31,63 / 100,00  | 3,69 | 0 / 5       | 1       | 14 / 43  | 2       |
|                         | Grupo de Cidadãos              | 186    | 2,92 / 100,00   | -    | 0 / 5       | -       | 0 / 43   | -       |
|                         | Coligação Democrática Unitária | 119    | 1,87 / 100,00   | 0,54 | 0 / 5       | Estável | 0 / 43   | Estável |
| Votos Inválidos         | Votos Inválidos                | 264    | 4,14 / 100,00   | 0,88 |             |         |          |         |
| Total                   | Total                          | 6 376  | 100,00 / 100,00 |      | 5 / 5       |         | 43 / 43  |         |
| Eleitorado/Participação | Eleitorado/Participação        | 12 776 | 49,91 / 100,00  | 0,07 |             |         |          |         |

| Freguesia                        | Partido Vencedor | Partido Vencedor   | %              | Mandatos |
| -------------------------------- | ---------------- | ------------------ | -------------- | -------- |
| Água de Pau                      |                  | Partido Socialista | 49,37 / 100,00 | 5 / 9    |
| Cabouco                          |                  | Partido Socialista | 72,43 / 100,00 | 7 / 9    |
| Lagoa (Nossa Senhora do Rosário) |                  | Partido Socialista | 56,02 / 100,00 | 6 / 9    |
| Lagoa (Santa Cruz)               |                  | Partido Socialista | 65,65 / 100,00 | 6 / 9    |
| Ribeira Chã                      |                  | Partido Socialista | 66,81 / 100,00 | 5 / 7    |

### Lajes das Flores

#### Câmara Municipal
| Partido                 | Partido                  | Votos | %               | +/-   | Vereadores | +/- |
| ----------------------- | ------------------------ | ----- | --------------- | ----- | ---------- | --- |
|                         | Partido Socialista       | 630   | 63,77 / 100,00  | 11,62 | 4 / 5      | 1   |
|                         | Partido Social Democrata | 311   | 31,48 / 100,00  | 13,18 | 1 / 5      | 1   |
| Votos Inválidos         | Votos Inválidos          | 47    | 4,76 / 100,00   | 1,57  |            |     |
| Total                   | Total                    | 988   | 100,00 / 100,00 |       | 5 / 5      |     |
| Eleitorado/Participação | Eleitorado/Participação  | 1 324 | 74,62 / 100,00  | 7,41  |            |     |

| Freguesia        | %     | %     | Votantes |
| Freguesia        | PS    | PSD   | Votantes |
| ---------------- | ----- | ----- | -------- |
| Fajã Grande      | 57,62 | 35,76 | 151      |
| Fajãzinha        | 67,35 | 22,45 | 49       |
| Fazenda          | 67,96 | 30,39 | 181      |
| Lajedo           | 57,75 | 35,21 | 71       |
| Lajes das Flores | 63,45 | 32,11 | 383      |
| Lomba            | 66,41 | 28,13 | 128      |
| Mosteiro         | 72,00 | 28,00 | 25       |
| Lajes das Flores | 63,77 | 31,48 | 988      |

#### Assembleia Municipal
| Partido                 | Partido                  | Votos | %               | +/-  | Deputados | +/- |
| ----------------------- | ------------------------ | ----- | --------------- | ---- | --------- | --- |
|                         | Partido Socialista       | 589   | 59,62 / 100,00  | 5,88 | 10 / 15   | 2   |
|                         | Partido Social Democrata | 345   | 34,92 / 100,00  | 7,23 | 5 / 15    | 2   |
| Votos Inválidos         | Votos Inválidos          | 54    | 5,47 / 100,00   | 1,36 |           |     |
| Total                   | Total                    | 988   | 100,00 / 100,00 |      | 15 / 15   |     |
| Eleitorado/Participação | Eleitorado/Participação  | 1 324 | 74,62 / 100,00  | 7,56 |           |     |

| Freguesia        | %     | %     | Votantes |
| Freguesia        | PS    | PSD   | Votantes |
| ---------------- | ----- | ----- | -------- |
| Fajã Grande      | 50,33 | 43,71 | 151      |
| Fajãzinha        | 69,39 | 18,37 | 49       |
| Fazenda          | 62,43 | 34,81 | 181      |
| Lajedo           | 56,34 | 35,21 | 71       |
| Lajes das Flores | 58,22 | 36,29 | 383      |
| Lomba            | 70,31 | 24,22 | 128      |
| Mosteiro         | 52,00 | 48,00 | 25       |
| Lajes das Flores | 59,62 | 34,92 | 988      |

#### Juntas de Freguesia
| Partido                 | Partido                  | Votos | %               | +/-  | Presidentes | +/-     | Mandatos | +/-     |
| ----------------------- | ------------------------ | ----- | --------------- | ---- | ----------- | ------- | -------- | ------- |
|                         | Partido Socialista       | 412   | 48,87 / 100,00  | 1,81 | 3 / 4       | 1       | 14 / 28  | Estável |
|                         | Partido Social Democrata | 320   | 37,96 / 100,00  | 5,55 | 1 / 4       | 1       | 11 / 28  | 1       |
|                         | Grupo de Cidadãos        | 69    | 8,19 / 100,00   | 3,64 | 0 / 4       | Estável | 3 / 28   | 1       |
| Votos Inválidos         | Votos Inválidos          | 42    | 4,99 / 100,00   | 0,11 |             |         |          |         |
| Total                   | Total                    | 843   | 100,00 / 100,00 |      | 4 / 4       |         | 28 / 28  |         |
| Eleitorado/Participação | Eleitorado/Participação  | 1 123 | 75,07 / 100,00  | 7,21 |             |         |          |         |

| Freguesia        | Partido Vencedor               | Partido Vencedor               | %                              | Mandatos                       |
| ---------------- | ------------------------------ | ------------------------------ | ------------------------------ | ------------------------------ |
| Fajã Grande      |                                | Partido Social Democrata       | 49,67 / 100,00                 | 4 / 7                          |
| Fajãzinha        | Plenário de Cidadãos Eleitores | Plenário de Cidadãos Eleitores | Plenário de Cidadãos Eleitores | Plenário de Cidadãos Eleitores |
| Fazenda          |                                | Partido Socialista             | 51,93 / 100,00                 | 4 / 7                          |
| Lajedo           | Plenário de Cidadãos Eleitores | Plenário de Cidadãos Eleitores | Plenário de Cidadãos Eleitores | Plenário de Cidadãos Eleitores |
| Lajes das Flores |                                | Partido Socialista             | 60,84 / 100,00                 | 5 / 7                          |
| Lomba            |                                | Partido Socialista             | 66,41 / 100,00                 | 5 / 7                          |
| Mosteiro         | Plenário de Cidadãos Eleitores | Plenário de Cidadãos Eleitores | Plenário de Cidadãos Eleitores | Plenário de Cidadãos Eleitores |

### Lajes do Pico

#### Câmara Municipal
| Partido                 | Partido                        | Votos | %               | +/-  | Vereadores | +/-     |
| ----------------------- | ------------------------------ | ----- | --------------- | ---- | ---------- | ------- |
|                         | Partido Socialista             | 1 619 | 51,06 / 100,00  | 0,11 | 3 / 5      | Estável |
|                         | Podemos Mais (Apoiado por PSD) | 1 430 | 45,10 / 100,00  | Novo | 2 / 5      | Novo    |
|                         | Coligação Democrática Unitária | 39    | 1,23 / 100,00   | -    | 0 / 5      | -       |
| Votos Inválidos         | Votos Inválidos                | 83    | 2,62 / 100,00   | 0,36 |            |         |
| Total                   | Total                          | 3 171 | 100,00 / 100,00 |      | 5 / 5      |         |
| Eleitorado/Participação | Eleitorado/Participação        | 4 503 | 70,42 / 100,00  | 3,17 |            |         |

| Freguesia          | %     | %     | %    | Votantes |
| Freguesia          | PS    | PM    | CDU  | Votantes |
| ------------------ | ----- | ----- | ---- | -------- |
| Calheta de Nesquim | 55,41 | 39,83 | 1,30 | 231      |
| Lajes do Pico      | 47,66 | 48,18 | 1,65 | 1 154    |
| Piedade            | 49,48 | 46,54 | 0,69 | 578      |
| Ribeiras           | 50,82 | 45,89 | 0,99 | 608      |
| Ribeirinha         | 60,82 | 36,57 | 0,37 | 268      |
| São João           | 55,12 | 40,96 | 1,81 | 332      |
| Lajes do Pico      | 51,06 | 45,10 | 1,23 | 3 171    |

#### Assembleia Municipal
| Partido                 | Partido                        | Votos | %               | +/-  | Deputados | +/-     |
| ----------------------- | ------------------------------ | ----- | --------------- | ---- | --------- | ------- |
|                         | Partido Socialista             | 1 637 | 51,62 / 100,00  | 1,45 | 8 / 15    | Estável |
|                         | Podemos Mais (Apoiado por PSD) | 1 385 | 43,68 / 100,00  | Novo | 7 / 15    | Novo    |
|                         | Coligação Democrática Unitária | 71    | 2,24 / 100,00   | 0,80 | 0 / 15    | Estável |
| Votos Inválidos         | Votos Inválidos                | 78    | 2,46 / 100,00   | 0,73 |           |         |
| Total                   | Total                          | 3 171 | 100,00 / 100,00 |      | 15 / 15   |         |
| Eleitorado/Participação | Eleitorado/Participação        | 4 503 | 70,42 / 100,00  | 3,19 |           |         |

| Freguesia          | %     | %     | %    | Votantes |
| Freguesia          | PS    | PM    | CDU  | Votantes |
| ------------------ | ----- | ----- | ---- | -------- |
| Calheta de Nesquim | 52,38 | 42,42 | 1,30 | 231      |
| Lajes do Pico      | 49,22 | 44,71 | 3,81 | 1 154    |
| Piedade            | 50,17 | 47,23 | 0,17 | 578      |
| Ribeiras           | 50,99 | 44,74 | 2,80 | 608      |
| Ribeirinha         | 58,21 | 37,31 | 0,75 | 268      |
| São João           | 57,83 | 37,95 | 1,20 | 332      |
| Lajes do Pico      | 51,62 | 43,68 | 2,24 | 3 171    |

#### Juntas de Freguesia
| Partido                 | Partido                        | Votos | %               | +/-  | Presidentes | +/-     | Mandatos | +/-     |
| ----------------------- | ------------------------------ | ----- | --------------- | ---- | ----------- | ------- | -------- | ------- |
|                         | Partido Socialista             | 1 683 | 53,07 / 100,00  | 6,44 | 6 / 6       | 2       | 25 / 44  | 2       |
|                         | Grupo de Cidadãos              | 1 321 | 41,66 / 100,00  | -    | 0 / 6       | -       | 19 / 44  | -       |
|                         | Coligação Democrática Unitária | 59    | 1,86 / 100,00   | 1,29 | 0 / 6       | Estável | 0 / 44   | Estável |
| Votos Inválidos         | Votos Inválidos                | 108   | 3,41 / 100,00   | 1,10 |             |         |          |         |
| Total                   | Total                          | 3 171 | 100,00 / 100,00 |      | 6 / 6       |         | 44 / 44  |         |
| Eleitorado/Participação | Eleitorado/Participação        | 4 503 | 70,42 / 100,00  | 3,21 |             |         |          |         |

| Freguesia          | Partido Vencedor | Partido Vencedor   | %              | Mandatos |
| ------------------ | ---------------- | ------------------ | -------------- | -------- |
| Calheta de Nesquim |                  | Partido Socialista | 56,28 / 100,00 | 4 / 7    |
| Lajes do Pico      |                  | Partido Socialista | 49,65 / 100,00 | 5 / 9    |
| Piedade            |                  | Partido Socialista | 50,52 / 100,00 | 4 / 7    |
| Ribeiras           |                  | Partido Socialista | 56,41 / 100,00 | 4 / 7    |
| Ribeirinha         |                  | Partido Socialista | 58,58 / 100,00 | 4 / 7    |
| São João           |                  | Partido Socialista | 56,63 / 100,00 | 4 / 7    |

### Madalena

#### Câmara Municipal
| Partido                 | Partido                        | Votos | %               | +/-   | Vereadores | +/-     |
| ----------------------- | ------------------------------ | ----- | --------------- | ----- | ---------- | ------- |
|                         | Partido Social Democrata       | 2 198 | 58,44 / 100,00  | 11,11 | 3 / 5      | Estável |
|                         | Partido Socialista             | 1 363 | 36,24 / 100,00  | 9,23  | 2 / 5      | Estável |
|                         | Coligação Democrática Unitária | 77    | 2,05 / 100,00   | 0,75  | 0 / 5      | Estável |
| Votos Inválidos         | Votos Inválidos                | 123   | 3,27 / 100,00   | 1,15  |            |         |
| Total                   | Total                          | 3 761 | 100,00 / 100,00 |       | 5 / 5      |         |
| Eleitorado/Participação | Eleitorado/Participação        | 5 836 | 64,44 / 100,00  | 4,38  |            |         |

| Freguesia     | %     | %     | %    | Votantes |
| Freguesia     | PSD   | PS    | CDU  | Votantes |
| ------------- | ----- | ----- | ---- | -------- |
| Bandeiras     | 58,28 | 36,83 | 1,63 | 429      |
| Candelária    | 54,86 | 40,00 | 1,83 | 545      |
| Criação Velha | 55,66 | 39,25 | 1,89 | 530      |
| Madalena      | 60,04 | 33,47 | 2,69 | 1 449    |
| São Caetano   | 65,42 | 32,40 | 0,31 | 321      |
| São Mateus    | 56,26 | 39,01 | 2,05 | 487      |
| Madalena      | 58,44 | 36,24 | 2,05 | 3 761    |

#### Assembleia Municipal
| Partido                 | Partido                        | Votos | %               | +/-  | Deputados | +/-     |
| ----------------------- | ------------------------------ | ----- | --------------- | ---- | --------- | ------- |
|                         | Partido Social Democrata       | 1 929 | 51,29 / 100,00  | 3,88 | 8 / 15    | Estável |
|                         | Partido Socialista             | 1 586 | 42,17 / 100,00  | 0,15 | 7 / 15    | Estável |
|                         | Coligação Democrática Unitária | 122   | 3,24 / 100,00   | 1,35 | 0 / 15    | Estável |
| Votos Inválidos         | Votos Inválidos                | 124   | 3,30 / 100,00   | 0,45 |           |         |
| Total                   | Total                          | 3 761 | 100,00 / 100,00 |      | 15 / 15   |         |
| Eleitorado/Participação | Eleitorado/Participação        | 5 836 | 64,44 / 100,00  | 4,38 |           |         |

| Freguesia     | %     | %     | %    | Votantes |
| Freguesia     | PSD   | PS    | CDU  | Votantes |
| ------------- | ----- | ----- | ---- | -------- |
| Bandeiras     | 48,48 | 45,92 | 3,03 | 429      |
| Candelária    | 43,12 | 48,62 | 4,95 | 545      |
| Criação Velha | 49,06 | 44,53 | 2,64 | 530      |
| Madalena      | 52,59 | 40,10 | 3,52 | 1 449    |
| São Caetano   | 64,17 | 32,09 | 1,25 | 321      |
| São Mateus    | 52,98 | 41,89 | 2,67 | 487      |
| Madalena      | 51,29 | 42,17 | 3,24 | 3 761    |

#### Juntas de Freguesia
| Partido                 | Partido                        | Votos | %               | +/-  | Presidentes | +/-     | Mandatos | +/-     |
| ----------------------- | ------------------------------ | ----- | --------------- | ---- | ----------- | ------- | -------- | ------- |
|                         | Partido Social Democrata       | 1 900 | 50,52 / 100,00  | 1,71 | 4 / 6       | 1       | 24 / 44  | Estável |
|                         | Partido Socialista             | 1 658 | 44,08 / 100,00  | 3,02 | 2 / 6       | 1       | 20 / 44  | 2       |
|                         | Coligação Democrática Unitária | 64    | 1,70 / 100,00   | 0,35 | 0 / 6       | Estável | 0 / 44   | Estável |
| Votos Inválidos         | Votos Inválidos                | 139   | 3,69 / 100,00   | 1,18 |             |         |          |         |
| Total                   | Total                          | 3 761 | 100,00 / 100,00 |      | 6 / 6       |         | 44 / 44  |         |
| Eleitorado/Participação | Eleitorado/Participação        | 5 836 | 64,44 / 100,00  | 4,38 |             |         |          |         |

| Freguesia     | Partido Vencedor | Partido Vencedor         | %              | Mandatos |
| ------------- | ---------------- | ------------------------ | -------------- | -------- |
| Bandeiras     |                  | Partido Socialista       | 49,42 / 100,00 | 4 / 7    |
| Candelária    |                  | Partido Social Democrata | 48,99 / 100,00 | 4 / 7    |
| Criação Velha |                  | Partido Social Democrata | 53,40 / 100,00 | 4 / 7    |
| Madalena      |                  | Partido Social Democrata | 49,83 / 100,00 | 5 / 9    |
| São Caetano   |                  | Partido Social Democrata | 61,06 / 100,00 | 5 / 7    |
| São Mateus    |                  | Partido Socialista       | 51,33 / 100,00 | 4 / 7    |

### Nordeste

#### Câmara Municipal
| Partido                 | Partido                        | Votos | %               | +/-   | Vereadores | +/- |
| ----------------------- | ------------------------------ | ----- | --------------- | ----- | ---------- | --- |
|                         | Partido Social Democrata       | 2 052 | 59,58 / 100,00  | 12,35 | 3 / 5      | 1   |
|                         | Partido Socialista             | 1 285 | 37,31 / 100,00  | 12,80 | 2 / 5      | 1   |
|                         | Coligação Democrática Unitária | 43    | 1,25 / 100,00   | -     | 0 / 5      | -   |
| Votos Inválidos         | Votos Inválidos                | 64    | 1,86 / 100,00   | 0,80  |            |     |
| Total                   | Total                          | 3 444 | 100,00 / 100,00 |       | 5 / 5      |     |
| Eleitorado/Participação | Eleitorado/Participação        | 4 882 | 70,54 / 100,00  | 2,10  |            |     |

| Freguesia                    | %     | %     | %    | Votantes |
| Freguesia                    | PSD   | PS    | CDU  | Votantes |
| ---------------------------- | ----- | ----- | ---- | -------- |
| Achada                       | 47,87 | 48,17 | 2,44 | 328      |
| Achadinha                    | 54,04 | 43,73 | 0,84 | 359      |
| Algarvia                     | 63,72 | 35,81 | 0    | 215      |
| Lomba da Fazenda             | 73,41 | 23,67 | 0,86 | 583      |
| Nordeste                     | 65,57 | 30,80 | 1,48 | 880      |
| Salga                        | 48,68 | 48,16 | 1,58 | 380      |
| Santana                      | 52,38 | 43,54 | 1,70 | 294      |
| Santo António de Nordestinho | 57,85 | 37,67 | 0,90 | 223      |
| São Pedro de Nordestinho     | 50,00 | 48,90 | 0,55 | 182      |
| Nordeste                     | 59,58 | 37,31 | 1,25 | 3 444    |

#### Assembleia Municipal
| Partido                 | Partido                  | Votos | %               | +/-   | Deputados | +/- |
| ----------------------- | ------------------------ | ----- | --------------- | ----- | --------- | --- |
|                         | Partido Social Democrata | 1 997 | 57,98 / 100,00  | 12,00 | 9 / 15    | 2   |
|                         | Partido Socialista       | 1 357 | 39,40 / 100,00  | 11,97 | 6 / 15    | 2   |
| Votos Inválidos         | Votos Inválidos          | 90    | 2,62 / 100,00   | 0,03  |           |     |
| Total                   | Total                    | 3 444 | 100,00 / 100,00 |       | 15 / 15   |     |
| Eleitorado/Participação | Eleitorado/Participação  | 4 882 | 70,54 / 100,00  | 2,10  |           |     |

| Freguesia                    | %     | %     | Votantes |
| Freguesia                    | PSD   | PS    | Votantes |
| ---------------------------- | ----- | ----- | -------- |
| Achada                       | 47,26 | 50,91 | 328      |
| Achadinha                    | 51,81 | 46,24 | 359      |
| Algarvia                     | 60,93 | 36,74 | 215      |
| Lomba da Fazenda             | 72,04 | 25,90 | 583      |
| Nordeste                     | 63,18 | 33,75 | 880      |
| Salga                        | 49,47 | 47,63 | 380      |
| Santana                      | 50,00 | 45,92 | 294      |
| Santo António de Nordestinho | 55,61 | 40,36 | 223      |
| São Pedro de Nordestinho     | 49,45 | 50,00 | 182      |
| Nordeste                     | 57,98 | 39,40 | 3 444    |

#### Juntas de Freguesia
| Partido                 | Partido                  | Votos | %               | +/-  | Presidentes | +/- | Mandatos | +/- |
| ----------------------- | ------------------------ | ----- | --------------- | ---- | ----------- | --- | -------- | --- |
|                         | Partido Social Democrata | 1 982 | 57,55 / 100,00  | 7,18 | 7 / 9       | 3   | 38 / 65  | 5   |
|                         | Partido Socialista       | 1 364 | 39,61 / 100,00  | 7,23 | 2 / 9       | 3   | 27 / 65  | 5   |
| Votos Inválidos         | Votos Inválidos          | 98    | 2,84 / 100,00   | 0,05 |             |     |          |     |
| Total                   | Total                    | 3 444 | 100,00 / 100,00 |      | 9 / 9       |     | 65 / 65  |     |
| Eleitorado/Participação | Eleitorado/Participação  | 4 882 | 70,54 / 100,00  | 2,10 |             |     |          |     |

| Freguesia                    | Partido Vencedor | Partido Vencedor         | %              | Mandatos |
| ---------------------------- | ---------------- | ------------------------ | -------------- | -------- |
| Achada                       |                  | Partido Socialista       | 50,30 / 100,00 | 4 / 7    |
| Achadinha                    |                  | Partido Social Democrata | 55,15 / 100,00 | 4 / 7    |
| Algarvia                     |                  | Partido Social Democrata | 61,40 / 100,00 | 5 / 7    |
| Lomba da Fazenda             |                  | Partido Social Democrata | 70,67 / 100,00 | 5 / 7    |
| Nordeste                     |                  | Partido Social Democrata | 61,93 / 100,00 | 6 / 9    |
| Salga                        |                  | Partido Social Democrata | 50,26 / 100,00 | 4 / 7    |
| Santana                      |                  | Partido Social Democrata | 51,36 / 100,00 | 4 / 7    |
| Santo António de Nordestinho |                  | Partido Social Democrata | 50,22 / 100,00 | 4 / 7    |
| São Pedro de Nordestinho     |                  | Partido Socialista       | 50,00 / 100,00 | 4 / 7    |

### Ponta Delgada

#### Câmara Municipal
| Partido                 | Partido                        | Votos  | %               | +/-  | Vereadores | +/-     |
| ----------------------- | ------------------------------ | ------ | --------------- | ---- | ---------- | ------- |
|                         | Partido Social Democrata       | 15 181 | 51,28 / 100,00  | 1,47 | 5 / 9      | Estável |
|                         | Partido Socialista             | 11 578 | 39,11 / 100,00  | 2,73 | 4 / 9      | Estável |
|                         | Bloco de Esquerda              | 611    | 2,06 / 100,00   | 0,09 | 0 / 9      | Estável |
|                         | Pessoas–Animais–Natureza       | 534    | 1,80 / 100,00   | -    | 0 / 9      | -       |
|                         | Coligação Democrática Unitária | 311    | 1,05 / 100,00   | 1,04 | 0 / 9      | Estável |
|                         | CDS-PPM                        | 280    | 0,95 / 100,00   | -    | 0 / 9      | -       |
|                         | LIVRE                          | 273    | 0,92 / 100,00   | Novo | 0 / 9      | Novo    |
| Votos Inválidos         | Votos Inválidos                | 839    | 2,83 / 100,00   | 0,43 |            |         |
| Total                   | Total                          | 29 607 | 100,00 / 100,00 |      | 9 / 9      |         |
| Eleitorado/Participação | Eleitorado/Participação        | 64 762 | 45,72 / 100,00  | 0,15 |            |         |

| Freguesia                     | %     | %     | %    | %    | %    | %        | %    | Votantes |
| Freguesia                     | PSD   | PS    | BE   | PAN  | CDU  | CDS- PPM | L    | Votantes |
| ----------------------------- | ----- | ----- | ---- | ---- | ---- | -------- | ---- | -------- |
| Ajuda da Bretanha             | 55,37 | 40,65 | 0,70 | 0,70 | 0,47 | 0,23     | 0,23 | 428      |
| Arrifes                       | 37,70 | 56,03 | 0,96 | 0,93 | 0,51 | 0,58     | 0,55 | 2 918    |
| Candelária                    | 35,38 | 62,56 | 0,51 | 0,17 | 0,68 | 0,17     | 0,34 | 585      |
| Capelas                       | 45,26 | 46,44 | 0,88 | 1,53 | 0,88 | 1,12     | 0,59 | 1 699    |
| Covoada                       | 50,66 | 43,72 | 0,89 | 1,33 | 0,30 | 1,18     | 0,59 | 677      |
| Fajã de Baixo                 | 52,00 | 35,76 | 2,41 | 1,54 | 1,59 | 1,54     | 0,97 | 1 952    |
| Fajã de Cima                  | 57,19 | 33,28 | 2,10 | 1,94 | 0,65 | 1,13     | 0,73 | 1 238    |
| Fenais da Luz                 | 61,41 | 31,16 | 1,83 | 1,53 | 0,31 | 0,92     | 1,22 | 982      |
| Feteiras                      | 48,33 | 46,89 | 0,12 | 0,48 | 0,60 | 0,48     | 0,60 | 836      |
| Ginetes                       | 55,79 | 38,28 | 0,56 | 1,41 | 0,85 | 0,56     | 0,42 | 708      |
| Mosteiros                     | 66,43 | 28,33 | 0,71 | 0,57 | 0,85 | 0,71     | 1,13 | 706      |
| Pilar da Bretanha             | 51,90 | 44,08 | 0,71 | 0,71 | 0    | 0,71     | 0,71 | 422      |
| Ponta Delgada (São José)      | 52,16 | 34,00 | 3,45 | 2,68 | 2,13 | 1,09     | 1,41 | 2 203    |
| Ponta Delgada (São Pedro)     | 52,12 | 32,30 | 4,07 | 3,28 | 1,85 | 1,20     | 1,64 | 2 926    |
| Ponta Delgada (São Sebastião) | 58,46 | 27,64 | 3,65 | 2,85 | 1,54 | 1,08     | 1,71 | 1 755    |
| Relva                         | 60,03 | 27,05 | 2,71 | 2,18 | 1,13 | 1,92     | 1,05 | 1 146    |
| Remédios                      | 49,68 | 45,79 | 1,13 | 0,49 | 0,32 | 0,32     | 0,97 | 618      |
| Rosto do Cão (Livramento)     | 62,68 | 27,55 | 2,58 | 2,41 | 0,56 | 0,62     | 0,73 | 1 782    |
| Rosto do Cão (São Roque)      | 39,23 | 51,08 | 2,15 | 2,10 | 1,13 | 0,91     | 0,51 | 1 764    |
| Santa Bárbara                 | 47,35 | 46,29 | 0,53 | 1,77 | 0,18 | 0,71     | 0,53 | 566      |
| Santa Clara                   | 52,30 | 34,00 | 3,26 | 2,59 | 2,30 | 1,05     | 1,05 | 1 044    |
| Santo António                 | 43,22 | 50,97 | 1,33 | 0,71 | 0,61 | 0,41     | 0,41 | 981      |
| São Vicente Ferreira          | 67,52 | 22,42 | 1,77 | 1,59 | 0,79 | 1,41     | 1,06 | 1 133    |
| Sete Cidades                  | 38,10 | 59,11 | 0,19 | 0,56 | 0,19 | 0,19     | 0,37 | 538      |
| Ponta Delgada                 | 51,28 | 39,11 | 2,06 | 1,80 | 1,05 | 0,95     | 0,92 | 29 607   |

#### Assembleia Municipal
| Partido                 | Partido                        | Votos  | %               | +/-  | Deputados | +/-     |
| ----------------------- | ------------------------------ | ------ | --------------- | ---- | --------- | ------- |
|                         | Partido Social Democrata       | 13 599 | 45,94 / 100,00  | 1,32 | 14 / 27   | 1       |
|                         | Partido Socialista             | 12 269 | 41,45 / 100,00  | 1,70 | 12 / 27   | 1       |
|                         | Bloco de Esquerda              | 1 047  | 3,54 / 100,00   | 0,18 | 1 / 27    | Estável |
|                         | Pessoas–Animais–Natureza       | 823    | 2,78 / 100,00   | -    | 0 / 27    | -       |
|                         | Coligação Democrática Unitária | 467    | 1,58 / 100,00   | 1,22 | 0 / 27    | Estável |
|                         | CDS-PPM                        | 425    | 1,44 / 100,00   | -    | 0 / 27    | -       |
| Votos Inválidos         | Votos Inválidos                | 971    | 3,28 / 100,00   | 0,92 |           |         |
| Total                   | Total                          | 29 601 | 100,00 / 100,00 |      | 27 / 27   |         |
| Eleitorado/Participação | Eleitorado/Participação        | 64 762 | 45,71 / 100,00  | 0,16 |           |         |

| Freguesia                     | %     | %     | %    | %    | %    | %        | Votantes |
| Freguesia                     | PSD   | PS    | BE   | PAN  | CDU  | CDS- PPM | Votantes |
| ----------------------------- | ----- | ----- | ---- | ---- | ---- | -------- | -------- |
| Ajuda da Bretanha             | 49,53 | 44,16 | 0,93 | 0,93 | 1,40 | 0,47     | 428      |
| Arrifes                       | 27,52 | 63,23 | 2,06 | 1,92 | 1,17 | 0,86     | 2 918    |
| Candelária                    | 32,65 | 63,08 | 1,20 | 0,51 | 1,03 | 0,68     | 585      |
| Capelas                       | 38,85 | 49,79 | 2,47 | 2,53 | 1,18 | 1,29     | 1 699    |
| Covoada                       | 45,49 | 45,20 | 2,36 | 1,92 | 1,03 | 2,36     | 677      |
| Fajã de Baixo                 | 43,80 | 39,34 | 5,23 | 2,82 | 2,20 | 2,05     | 1 952    |
| Fajã de Cima                  | 51,37 | 35,30 | 3,88 | 2,91 | 1,37 | 1,78     | 1 238    |
| Fenais da Luz                 | 56,31 | 34,83 | 3,26 | 2,65 | 0,51 | 0,81     | 982      |
| Feteiras                      | 46,53 | 48,56 | 0,24 | 0,96 | 0,60 | 0,48     | 836      |
| Ginetes                       | 49,72 | 41,53 | 2,26 | 1,55 | 1,69 | 1,13     | 708      |
| Mosteiros                     | 66,81 | 28,25 | 0,99 | 0,99 | 1,41 | 0,71     | 708      |
| Pilar da Bretanha             | 45,02 | 48,34 | 1,90 | 1,42 | 0,47 | 1,42     | 422      |
| Ponta Delgada (São José)      | 47,80 | 34,23 | 5,36 | 4,09 | 2,86 | 2,04     | 2 203    |
| Ponta Delgada (São Pedro)     | 47,52 | 32,90 | 6,42 | 4,10 | 2,49 | 2,05     | 2 927    |
| Ponta Delgada (São Sebastião) | 55,56 | 28,72 | 4,73 | 3,82 | 1,99 | 1,77     | 1 755    |
| Relva                         | 55,32 | 28,14 | 4,49 | 4,22 | 1,76 | 2,29     | 1 137    |
| Remédios                      | 47,90 | 46,28 | 1,94 | 1,29 | 0,32 | 0,81     | 618      |
| Rosto do Cão (Livramento)     | 58,36 | 28,96 | 3,76 | 3,42 | 1,12 | 1,07     | 1 782    |
| Rosto do Cão (São Roque)      | 32,48 | 53,97 | 3,46 | 3,68 | 1,53 | 1,08     | 1 764    |
| Santa Bárbara                 | 43,11 | 48,94 | 1,41 | 2,47 | 0    | 1,06     | 566      |
| Santa Clara                   | 47,41 | 34,20 | 5,56 | 4,12 | 2,87 | 2,01     | 1 044    |
| Santo António                 | 38,33 | 54,03 | 1,83 | 1,12 | 0,92 | 1,02     | 981      |
| São Vicente Ferreira          | 63,72 | 23,57 | 3,00 | 2,29 | 1,68 | 1,68     | 1 133    |
| Sete Cidades                  | 34,01 | 62,64 | 0,93 | 0,37 | 0,37 | 0,37     | 538      |
| Ponta Delgada                 | 45,94 | 41,15 | 3,54 | 2,78 | 1,58 | 1,44     | 29 601   |

#### Juntas de Freguesia
| Partido                 | Partido                        | Votos  | %               | +/-  | Presidentes | +/-     | Mandatos  | +/-     |
| ----------------------- | ------------------------------ | ------ | --------------- | ---- | ----------- | ------- | --------- | ------- |
|                         | Partido Socialista             | 14 141 | 48,46 / 100,00  | 2,95 | 14 / 24     | 4       | 112 / 216 | 7       |
|                         | Partido Social Democrata       | 12 086 | 41,42 / 100,00  | 2,62 | 9 / 24      | 4       | 95 / 216  | 13      |
|                         | Grupo de Cidadãos              | 891    | 3,05 / 100,00   | 0,58 | 1 / 24      | Estável | 9 / 216   | 4       |
|                         | Coligação Democrática Unitária | 426    | 1,46 / 100,00   | 1,01 | 0 / 24      | Estável | 0 / 216   | Estável |
|                         | Bloco de Esquerda              | 310    | 1,06 / 100,00   | 0,17 | 0 / 24      | Estável | 0 / 216   | Estável |
|                         | Pessoas–Animais–Natureza       | 110    | 0,38 / 100,00   | -    | 0 / 24      | -       | 0 / 216   | -       |
|                         | Partido da Terra               | 30     | 0,10 / 100,00   | -    | 0 / 24      | -       | 0 / 216   | -       |
| Votos Inválidos         | Votos Inválidos                | 1 187  | 4,07 / 100,00   | 0,55 |             |         |           |         |
| Total                   | Total                          | 29 181 | 100,00 / 100,00 |      | 24 / 24     |         | 216 / 216 | 2       |
| Eleitorado/Participação | Eleitorado/Participação        | 64 762 | 45,06 / 100,00  | 0,80 |             |         |           |         |

| Freguesia                     | Partido Vencedor | Partido Vencedor         | %              | Mandatos |
| ----------------------------- | ---------------- | ------------------------ | -------------- | -------- |
| Ajuda da Bretanha             |                  | Partido Socialista       | 56,64 / 100,00 | 4 / 7    |
| Arrifes                       |                  | Partido Socialista       | 84,17 / 100,00 | 12 / 13  |
| Candelária                    |                  | Partido Socialista       | 68,72 / 100,00 | 5 / 7    |
| Capelas                       |                  | Partido Socialista       | 66,63 / 100,00 | 7 / 9    |
| Covoada                       |                  | Partido Socialista       | 51,70 / 100,00 | 5 / 9    |
| Fajã de Baixo                 |                  | Partido Socialista       | 58,43 / 100,00 | 6 / 9    |
| Fajã de Cima                  |                  | Partido Social Democrata | 51,70 / 100,00 | 5 / 9    |
| Fenais da Luz                 |                  | Partido Social Democrata | 49,19 / 100,00 | 5 / 9    |
| Feteiras                      |                  | Partido Socialista       | 54,00 / 100,00 | 5 / 9    |
| Ginetes                       |                  | Partido Socialista       | 49,86 / 100,00 | 5 / 9    |
| Mosteiros                     |                  | Partido Social Democrata | 68,31 / 100,00 | 6 / 9    |
| Pilar da Bretanha             |                  | Partido Socialista       | 58,53 / 100,00 | 4 / 7    |
| Ponta Delgada (São José)      |                  | Partido Social Democrata | 53,06 / 100,00 | 8 / 13   |
| Ponta Delgada (São Pedro)     |                  | Partido Social Democrata | 49,22 / 100,00 | 8 / 13   |
| Ponta Delgada (São Sebastião) |                  | Partido Social Democrata | 57,78 / 100,00 | 6 / 9    |
| Relva                         |                  | Partido Social Democrata | 57,95 / 100,00 | 6 / 9    |
| Remédios                      |                  | Partido Socialista       | 51,94 / 100,00 | 4 / 7    |
| Rosto do Cão (Livramento)     |                  | Partido Social Democrata | 63,86 / 100,00 | 6 / 9    |
| Rosto do Cão (São Roque)      |                  | Partido Socialista       | 65,59 / 100,00 | 7 / 9    |
| Santa Bárbara                 |                  | Partido Socialista       | 53,89 / 100,00 | 4 / 7    |
| Santa Clara                   |                  | Grupo de Cidadãos        | 85,34 / 100,00 | 9 / 9    |
| Santo António                 |                  | Partido Socialista       | 64,22 / 100,00 | 6 / 9    |
| São Vicente Ferreira          |                  | Partido Social Democrata | 74,05 / 100,00 | 7 / 9    |
| Sete Cidades                  |                  | Partido Socialista       | 75,09 / 100,00 | 6 / 7    |

### Povoação

#### Câmara Municipal
| Partido                 | Partido                        | Votos | %               | +/-   | Vereadores | +/-     |
| ----------------------- | ------------------------------ | ----- | --------------- | ----- | ---------- | ------- |
|                         | Partido Socialista             | 2 921 | 76,91 / 100,00  | 11,29 | 4 / 5      | Estável |
|                         | Partido Social Democrata       | 607   | 15,98 / 100,00  | 14,55 | 1 / 5      | Estável |
|                         | Coligação Democrática Unitária | 90    | 2,37 / 100,00   | -     | 0 / 5      | -       |
| Votos Inválidos         | Votos Inválidos                | 180   | 4,74 / 100,00   | 0,89  |            |         |
| Total                   | Total                          | 3 798 | 100,00 / 100,00 |       | 5 / 5      |         |
| Eleitorado/Participação | Eleitorado/Participação        | 6 474 | 58,67 / 100,00  | 4,33  |            |         |

| Freguesia                  | %     | %     | %    | Votantes |
| Freguesia                  | PS    | PSD   | CDU  | Votantes |
| -------------------------- | ----- | ----- | ---- | -------- |
| Água Retorta               | 81,12 | 12,94 | 2,45 | 286      |
| Faial da Terra             | 75,36 | 16,11 | 1,90 | 211      |
| Furnas                     | 73,69 | 17,42 | 2,92 | 821      |
| Nossa Senhora dos Remédios | 74,96 | 17,47 | 2,33 | 687      |
| Povoação                   | 80,19 | 13,44 | 2,59 | 1 272    |
| Ribeira Quente             | 74,86 | 19,58 | 1,15 | 521      |
| Povoação                   | 76,91 | 15,98 | 2,37 | 3 798    |

#### Assembleia Municipal
| Partido                 | Partido                  | Votos | %               | +/-  | Deputados | +/- |
| ----------------------- | ------------------------ | ----- | --------------- | ---- | --------- | --- |
|                         | Partido Socialista       | 2 749 | 72,40 / 100,00  | 7,76 | 12 / 15   | 2   |
|                         | Partido Social Democrata | 841   | 22,15 / 100,00  | 9,21 | 3 / 15    | 2   |
| Votos Inválidos         | Votos Inválidos          | 207   | 5,45 / 100,00   | 1,66 |           |     |
| Total                   | Total                    | 3 797 | 100,00 / 100,00 |      | 15 / 15   |     |
| Eleitorado/Participação | Eleitorado/Participação  | 6 474 | 58,65 / 100,00  | 4,35 |           |     |

| Freguesia                  | %     | %     | Votantes |
| Freguesia                  | PS    | PSD   | Votantes |
| -------------------------- | ----- | ----- | -------- |
| Água Retorta               | 79,02 | 17,83 | 286      |
| Faial da Terra             | 71,56 | 20,38 | 211      |
| Furnas                     | 70,28 | 23,63 | 821      |
| Nossa Senhora dos Remédios | 67,49 | 25,51 | 686      |
| Povoação                   | 76,02 | 19,18 | 1 272    |
| Ribeira Quente             | 70,06 | 25,72 | 521      |
| Povoação                   | 72,40 | 22,15 | 3 797    |

#### Juntas de Freguesia
| Partido                 | Partido                        | Votos | %               | +/-  | Presidentes | +/-     | Mandatos | +/- |
| ----------------------- | ------------------------------ | ----- | --------------- | ---- | ----------- | ------- | -------- | --- |
|                         | Partido Socialista             | 2 313 | 60,90 / 100,00  | 2,75 | 5 / 6       | Estável | 35 / 48  | 5   |
|                         | Partido Social Democrata       | 1 093 | 28,78 / 100,00  | 8,90 | 1 / 6       | Estável | 12 / 48  | 6   |
|                         | Grupo de Cidadãos              | 129   | 3,40 / 100,00   | -    | 0 / 6       | -       | 1 / 48   | -   |
|                         | Coligação Democrática Unitária | 7     | 0,18 / 100,00   | -    | 0 / 6       | -       | 0 / 48   | -   |
| Votos Inválidos         | Votos Inválidos                | 256   | 6,74 / 100,00   | 2,57 |             |         |          |     |
| Total                   | Total                          | 3 798 | 100,00 / 100,00 |      | 6 / 6       |         | 48 / 48  |     |
| Eleitorado/Participação | Eleitorado/Participação        | 6 474 | 58,67 / 100,00  | 4,33 |             |         |          |     |

| Freguesia                  | Partido Vencedor | Partido Vencedor         | %              | Mandatos |
| -------------------------- | ---------------- | ------------------------ | -------------- | -------- |
| Água Retorta               |                  | Partido Socialista       | 84,62 / 100,00 | 7 / 7    |
| Faial da Terra             |                  | Partido Socialista       | 72,51 / 100,00 | 7 / 7    |
| Furnas                     |                  | Partido Socialista       | 56,88 / 100,00 | 6 / 9    |
| Nossa Senhora dos Remédios |                  | Partido Social Democrata | 49,34 / 100,00 | 5 / 9    |
| Povoação                   |                  | Partido Socialista       | 66,51 / 100,00 | 7 / 9    |
| Ribeira Quente             |                  | Partido Socialista       | 56,24 / 100,00 | 4 / 7    |

### Praia da Vitória

#### Câmara Municipal
| Partido                 | Partido                        | Votos  | %               | +/-  | Vereadores | +/-     |
| ----------------------- | ------------------------------ | ------ | --------------- | ---- | ---------- | ------- |
|                         | Partido Socialista             | 5 346  | 55,65 / 100,00  | 6,49 | 5 / 7      | Estável |
|                         | Partido Social Democrata       | 2 964  | 30,86 / 100,00  | 6,20 | 2 / 7      | Estável |
|                         | CDS – Partido Popular          | 753    | 7,84 / 100,00   | 1,93 | 0 / 7      | Estável |
|                         | Bloco de Esquerda              | 134    | 1,39 / 100,00   | 0,01 | 0 / 7      | Estável |
|                         | Coligação Democrática Unitária | 85     | 0,88 / 100,00   | 0,08 | 0 / 7      | Estável |
| Votos Inválidos         | Votos Inválidos                | 324    | 3,37 / 100,00   | 1,59 |            |         |
| Total                   | Total                          | 9 606  | 100,00 / 100,00 |      | 7 / 7      |         |
| Eleitorado/Participação | Eleitorado/Participação        | 19 377 | 49,57 / 100,00  | 3,31 |            |         |

| Freguesia                     | %     | %     | %     | %    | %    | Votantes |
| Freguesia                     | PS    | PSD   | CDS   | BE   | CDU  | Votantes |
| ----------------------------- | ----- | ----- | ----- | ---- | ---- | -------- |
| Agualva                       | 55,00 | 39,42 | 2,91  | 0,70 | 0,47 | 860      |
| Biscoitos                     | 46,31 | 44,23 | 2,70  | 1,97 | 2,33 | 814      |
| Cabo da Praia                 | 50,38 | 29,57 | 13,78 | 1,75 | 0    | 399      |
| Fonte do Bastardo             | 56,82 | 28,60 | 7,77  | 1,89 | 0,57 | 528      |
| Fontinhas                     | 52,76 | 35,70 | 7,93  | 1,20 | 0,24 | 832      |
| Lajes                         | 52,48 | 32,88 | 8,90  | 1,10 | 0,58 | 1 551    |
| Porto Martins                 | 52,96 | 29,62 | 11,85 | 1,74 | 0,52 | 574      |
| Praia da Vitória (Santa Cruz) | 57,35 | 24,84 | 10,76 | 1,77 | 1,31 | 2 436    |
| Quatro Ribeiras               | 68,78 | 20,49 | 5,37  | 0,98 | 0,49 | 205      |
| São Brás                      | 63,88 | 23,19 | 5,89  | 1,52 | 1,52 | 526      |
| Vila Nova                     | 64,02 | 28,38 | 3,86  | 0,57 | 0,45 | 881      |
| Praia da Vitória              | 55,65 | 30,86 | 7,84  | 1,39 | 0,88 | 9 606    |

#### Assembleia Municipal
| Partido                 | Partido                        | Votos  | %               | +/-  | Deputados | +/-     |
| ----------------------- | ------------------------------ | ------ | --------------- | ---- | --------- | ------- |
|                         | Partido Socialista             | 5 039  | 52,46 / 100,00  | 5,84 | 12 / 21   | 2       |
|                         | Partido Social Democrata       | 3 394  | 35,33 / 100,00  | 8,01 | 8 / 21    | 2       |
|                         | CDS – Partido Popular          | 543    | 5,65 / 100,00   | 0,48 | 1 / 21    | Estável |
|                         | Bloco de Esquerda              | 181    | 1,88 / 100,00   | 0,08 | 0 / 21    | Estável |
|                         | Coligação Democrática Unitária | 121    | 1,26 / 100,00   | 0,22 | 0 / 21    | Estável |
| Votos Inválidos         | Votos Inválidos                | 328    | 3,41 / 100,00   | 2,00 |           |         |
| Total                   | Total                          | 9 606  | 100,00 / 100,00 |      | 21 / 21   |         |
| Eleitorado/Participação | Eleitorado/Participação        | 19 377 | 49,57 / 100,00  | 3,31 |           |         |

| Freguesia                     | %     | %     | %     | %    | %    | Votantes |
| Freguesia                     | PS    | PSD   | CDS   | BE   | CDU  | Votantes |
| ----------------------------- | ----- | ----- | ----- | ---- | ---- | -------- |
| Agualva                       | 51,51 | 41,51 | 2,79  | 1,16 | 0,47 | 860      |
| Biscoitos                     | 44,23 | 45,58 | 2,95  | 2,46 | 2,21 | 814      |
| Cabo da Praia                 | 44,36 | 35,34 | 12,28 | 2,26 | 1,50 | 399      |
| Fonte do Bastardo             | 55,30 | 31,25 | 5,11  | 2,27 | 0,76 | 528      |
| Fontinhas                     | 50,96 | 38,58 | 5,89  | 1,44 | 0,72 | 832      |
| Lajes                         | 47,26 | 40,43 | 5,67  | 1,55 | 1,10 | 1 551    |
| Porto Martins                 | 48,26 | 33,80 | 9,58  | 2,61 | 1,22 | 574      |
| Praia da Vitória (Santa Cruz) | 54,64 | 31,57 | 7,06  | 2,26 | 1,44 | 2 436    |
| Quatro Ribeiras               | 65,85 | 21,95 | 3,90  | 1,95 | 1,46 | 205      |
| São Brás                      | 61,79 | 24,90 | 4,37  | 1,90 | 2,09 | 526      |
| Vila Nova                     | 61,52 | 30,99 | 2,72  | 1,14 | 1,14 | 881      |
| Praia da Vitória              | 52,46 | 35,33 | 5,65  | 1,88 | 1,26 | 9 606    |

#### Juntas de Freguesia
| Partido                 | Partido                        | Votos  | %               | +/-   | Presidentes | +/-     | Mandatos | +/-     |
| ----------------------- | ------------------------------ | ------ | --------------- | ----- | ----------- | ------- | -------- | ------- |
|                         | Partido Socialista             | 4 798  | 49,95 / 100,00  | 7,82  | 7 / 11      | 3       | 58 / 99  | 6       |
|                         | Partido Social Democrata       | 4 121  | 42,90 / 100,00  | 12,20 | 4 / 11      | 3       | 40 / 99  | 11      |
|                         | CDS – Partido Popular          | 254    | 2,64 / 100,00   | 2,45  | 0 / 11      | Estável | 1 / 99   | 1       |
|                         | Coligação Democrática Unitária | 110    | 1,15 / 100,00   | 0,16  | 0 / 11      | Estável | 0 / 99   | Estável |
|                         | Partido da Terra               | 2      | 0,02 / 100,00   | -     | 0 / 11      | -       | 0 / 99   | -       |
| Votos Inválidos         | Votos Inválidos                | 321    | 3,34 / 100,00   | 1,78  |             |         |          |         |
| Total                   | Total                          | 9 606  | 100,00 / 100,00 |       | 11 / 11     |         | 99 / 99  | 4       |
| Eleitorado/Participação | Eleitorado/Participação        | 19 377 | 49,57 / 100,00  | 3,32  |             |         |          |         |

| Freguesia                     | Partido Vencedor | Partido Vencedor         | %              | Mandatos |
| ----------------------------- | ---------------- | ------------------------ | -------------- | -------- |
| Agualva                       |                  | Partido Social Democrata | 52,79 / 100,00 | 5 / 9    |
| Biscoitos                     |                  | Partido Social Democrata | 55,04 / 100,00 | 5 / 9    |
| Cabo da Praia                 |                  | Partido Socialista       | 45,86 / 100,00 | 4 / 7    |
| Fonte do Bastardo             |                  | Partido Socialista       | 61,74 / 100,00 | 6 / 9    |
| Fontinhas                     |                  | Partido Social Democrata | 46,39 / 100,00 | 5 / 9    |
| Lajes                         |                  | Partido Social Democrata | 63,57 / 100,00 | 6 / 9    |
| Porto Martins                 |                  | Partido Socialista       | 54,36 / 100,00 | 5 / 9    |
| Praia da Vitória (Santa Cruz) |                  | Partido Socialista       | 54,31 / 100,00 | 8 / 13   |
| Quatro Ribeiras               |                  | Partido Socialista       | 74,15 / 100,00 | 7 / 7    |
| São Brás                      |                  | Partido Socialista       | 71,86 / 100,00 | 7 / 9    |
| Vila Nova                     |                  | Partido Socialista       | 60,95 / 100,00 | 6 / 9    |

### Ribeira Grande

#### Câmara Municipal
| Partido                 | Partido                        | Votos  | %               | +/-   | Vereadores | +/-     |
| ----------------------- | ------------------------------ | ------ | --------------- | ----- | ---------- | ------- |
|                         | Partido Social Democrata       | 10 196 | 66,96 / 100,00  | 14,30 | 5 / 7      | 1       |
|                         | Partido Socialista             | 4 133  | 27,14 / 100,00  | 12,47 | 2 / 7      | 1       |
|                         | Bloco de Esquerda              | 343    | 2,25 / 100,00   | 1,04  | 0 / 7      | Estável |
|                         | Coligação Democrática Unitária | 134    | 0,88 / 100,00   | 0,57  | 0 / 7      | Estável |
| Votos Inválidos         | Votos Inválidos                | 421    | 2,77 / 100,00   | 0,22  |            |         |
| Total                   | Total                          | 15 227 | 100,00 / 100,00 |       | 7 / 7      |         |
| Eleitorado/Participação | Eleitorado/Participação        | 27 964 | 54,45 / 100,00  | 0,24  |            |         |

| Freguesia                  | %     | %     | %    | %    | Votantes |
| Freguesia                  | PSD   | PS    | BE   | CDU  | Votantes |
| -------------------------- | ----- | ----- | ---- | ---- | -------- |
| Calhetas                   | 50,00 | 40,73 | 3,88 | 1,72 | 464      |
| Fenais da Ajuda            | 77,42 | 20,20 | 0,34 | 0,85 | 589      |
| Lomba da Maia              | 65,57 | 29,94 | 1,05 | 1,05 | 668      |
| Lomba de São Pedro         | 58,51 | 39,83 | 0,41 | 0    | 241      |
| Maia                       | 47,83 | 48,33 | 0,59 | 0,69 | 1 016    |
| Pico da Pedra              | 56,68 | 32,25 | 3,64 | 3,56 | 1 265    |
| Porto Formoso              | 47,78 | 48,25 | 1,27 | 0,48 | 630      |
| Rabo de Peixe              | 77,59 | 15,54 | 3,75 | 0,55 | 3 624    |
| Ribeira Grande (Conceição) | 57,18 | 34,80 | 3,29 | 1,12 | 1 247    |
| Ribeira Grande (Matriz)    | 68,89 | 26,15 | 1,45 | 0,41 | 1 935    |
| Ribeira Seca               | 74,33 | 20,51 | 2,24 | 0,77 | 1 297    |
| Ribeirinha                 | 81,16 | 15,95 | 0,83 | 0,08 | 1 210    |
| Santa Bárbara              | 47,48 | 45,28 | 1,10 | 0,79 | 636      |
| São Brás                   | 78,77 | 18,77 | 0,99 | 0,25 | 405      |
| Ribeira Grande             | 66,96 | 27,14 | 2,25 | 0,88 | 15 227   |

#### Assembleia Municipal
| Partido                 | Partido                        | Votos  | %               | +/-  | Deputados | +/-     |
| ----------------------- | ------------------------------ | ------ | --------------- | ---- | --------- | ------- |
|                         | Partido Social Democrata       | 9 200  | 60,42 / 100,00  | 9,99 | 14 / 21   | 3       |
|                         | Partido Socialista             | 4 772  | 31,34 / 100,00  | 8,35 | 7 / 21    | 2       |
|                         | Bloco de Esquerda              | 559    | 3,67 / 100,00   | 1,09 | 0 / 21    | 1       |
|                         | Coligação Democrática Unitária | 221    | 1,45 / 100,00   | 0,31 | 0 / 21    | Estável |
| Votos Inválidos         | Votos Inválidos                | 474    | 3,11 / 100,00   | 0,23 |           |         |
| Total                   | Total                          | 15 226 | 100,00 / 100,00 |      | 21 / 21   |         |
| Eleitorado/Participação | Eleitorado/Participação        | 27 964 | 54,45 / 100,00  | 0,24 |           |         |

| Freguesia                  | %     | %     | %    | %    | Votantes |
| Freguesia                  | PSD   | PS    | BE   | CDU  | Votantes |
| -------------------------- | ----- | ----- | ---- | ---- | -------- |
| Calhetas                   | 44,18 | 44,18 | 4,96 | 3,23 | 464      |
| Fenais da Ajuda            | 72,96 | 22,28 | 1,87 | 0,85 | 588      |
| Lomba da Maia              | 63,62 | 30,09 | 1,65 | 1,35 | 668      |
| Lomba de São Pedro         | 56,02 | 41,91 | 0,41 | 0,41 | 241      |
| Maia                       | 38,78 | 56,00 | 1,38 | 0,69 | 1 016    |
| Pico da Pedra              | 46,32 | 38,02 | 6,56 | 4,74 | 1 265    |
| Porto Formoso              | 39,52 | 53,81 | 2,06 | 1,75 | 630      |
| Rabo de Peixe              | 74,34 | 16,89 | 5,19 | 0,72 | 3 624    |
| Ribeira Grande (Conceição) | 41,70 | 46,94 | 5,21 | 2,09 | 1 247    |
| Ribeira Grande (Matriz)    | 59,33 | 33,07 | 2,89 | 1,19 | 1 935    |
| Ribeira Seca               | 70,39 | 21,82 | 3,93 | 1,31 | 1 297    |
| Ribeirinha                 | 76,86 | 17,85 | 2,15 | 0,83 | 1 210    |
| Santa Bárbara              | 40,72 | 52,04 | 1,89 | 1,10 | 636      |
| São Brás                   | 77,28 | 19,26 | 1,23 | 0,99 | 405      |
| Ribeira Grande             | 60,42 | 31,34 | 3,67 | 1,45 | 15 226   |

#### Juntas de Freguesia
| Partido                 | Partido                        | Votos  | %               | +/-     | Presidentes | +/-     | Mandatos  | +/-     |
| ----------------------- | ------------------------------ | ------ | --------------- | ------- | ----------- | ------- | --------- | ------- |
|                         | Partido Social Democrata       | 8 488  | 55,75 / 100,00  | 3,76    | 8 / 14      | 1       | 67 / 122  | 3       |
|                         | Partido Socialista             | 5 820  | 38,22 / 100,00  | 3,81    | 6 / 14      | 1       | 55 / 122  | 5       |
|                         | Bloco de Esquerda              | 253    | 1,66 / 100,00   | Estável | 0 / 14      | Estável | 0 / 122   | Estável |
|                         | Coligação Democrática Unitária | 135    | 0,89 / 100,00   | 0,09    | 0 / 14      | Estável | 0 / 122   | Estável |
| Votos Inválidos         | Votos Inválidos                | 530    | 3,48 / 100,00   | 0,05    |             |         |           |         |
| Total                   | Total                          | 15 226 | 100,00 / 100,00 |         | 14 / 14     |         | 122 / 122 | 2       |
| Eleitorado/Participação | Eleitorado/Participação        | 27 964 | 54,45 / 100,00  | 0,23    |             |         |           |         |

| Freguesia                  | Partido Vencedor | Partido Vencedor         | %              | Mandatos |
| -------------------------- | ---------------- | ------------------------ | -------------- | -------- |
| Calhetas                   |                  | Partido Socialista       | 55,39 / 100,00 | 4 / 7    |
| Fenais da Ajuda            |                  | Partido Social Democrata | 70,41 / 100,00 | 5 / 7    |
| Lomba da Maia              |                  | Partido Social Democrata | 63,77 / 100,00 | 6 / 9    |
| Lomba de São Pedro         |                  | Partido Social Democrata | 53,53 / 100,00 | 4 / 7    |
| Maia                       |                  | Partido Socialista       | 69,39 / 100,00 | 7 / 9    |
| Pico da Pedra              |                  | Partido Socialista       | 42,37 / 100,00 | 5 / 9    |
| Porto Formoso              |                  | Partido Socialista       | 66,83 / 100,00 | 6 / 9    |
| Rabo de Peixe              |                  | Partido Social Democrata | 74,37 / 100,00 | 11 / 13  |
| Ribeira Grande (Conceição) |                  | Partido Socialista       | 68,64 / 100,00 | 7 / 9    |
| Ribeira Grande (Matriz)    |                  | Partido Social Democrata | 51,21 / 100,00 | 5 / 9    |
| Ribeira Seca               |                  | Partido Social Democrata | 76,79 / 100,00 | 7 / 9    |
| Ribeirinha                 |                  | Partido Social Democrata | 75,70 / 100,00 | 7 / 9    |
| Santa Bárbara              |                  | Partido Socialista       | 74,53 / 100,00 | 7 / 9    |
| São Brás                   |                  | Partido Social Democrata | 77,28 / 100,00 | 6 / 7    |

### Santa Cruz da Graciosa

#### Câmara Municipal
| Partido                 | Partido                  | Votos | %               | +/-   | Vereadores | +/-     |
| ----------------------- | ------------------------ | ----- | --------------- | ----- | ---------- | ------- |
|                         | Partido Socialista       | 1 348 | 49,29 / 100,00  | 4,28  | 3 / 5      | Estável |
|                         | Partido Social Democrata | 1 281 | 46,84 / 100,00  | 10,96 | 2 / 5      | Estável |
| Votos Inválidos         | Votos Inválidos          | 106   | 3,87 / 100,00   | 0,06  |            |         |
| Total                   | Total                    | 2 735 | 100,00 / 100,00 |       | 5 / 5      |         |
| Eleitorado/Participação | Eleitorado/Participação  | 4 269 | 64,07 / 100,00  | 1,38  |            |         |

| Freguesia              | %     | %     | Votantes |
| Freguesia              | PS    | PSD   | Votantes |
| ---------------------- | ----- | ----- | -------- |
| Guadalupe              | 34,58 | 61,83 | 668      |
| Luz                    | 49,46 | 46,20 | 461      |
| Santa Cruz da Graciosa | 55,03 | 41,62 | 1 074    |
| São Mateus             | 56,02 | 39,10 | 532      |
| Santa Cruz da Graciosa | 49,29 | 46,84 | 2 735    |

#### Assembleia Municipal
| Partido                 | Partido                  | Votos | %               | +/-  | Mandatos | +/- |
| ----------------------- | ------------------------ | ----- | --------------- | ---- | -------- | --- |
|                         | Partido Socialista       | 1 452 | 53,09 / 100,00  | 3,04 | 8 / 15   | 1   |
|                         | Partido Social Democrata | 1 153 | 42,16 / 100,00  | 2,29 | 7 / 15   | 1   |
| Votos Inválidos         | Votos Inválidos          | 130   | 4,76 / 100,00   | 0,77 |          |     |
| Total                   | Total                    | 2 735 | 100,00 / 100,00 |      | 15 / 15  |     |
| Eleitorado/Participação | Eleitorado/Participação  | 4 269 | 64,07 / 100,00  | 1,38 |          |     |

| Freguesia              | %     | %     | Votantes |
| Freguesia              | PS    | PSD   | Votantes |
| ---------------------- | ----- | ----- | -------- |
| Guadalupe              | 36,53 | 59,73 | 668      |
| Luz                    | 52,49 | 41,21 | 461      |
| Santa Cruz da Graciosa | 60,52 | 34,64 | 1 074    |
| São Mateus             | 59,40 | 36,09 | 532      |
| Santa Cruz da Graciosa | 53,09 | 42,16 | 2 735    |

#### Juntas de Freguesia
| Partido                 | Partido                  | Votos | %               | +/-  | Presidentes | +/-     | Mandatos | +/-     |
| ----------------------- | ------------------------ | ----- | --------------- | ---- | ----------- | ------- | -------- | ------- |
|                         | Partido Socialista       | 1 443 | 52,76 / 100,00  | 1,55 | 3 / 4       | Estável | 17 / 32  | Estável |
|                         | Partido Social Democrata | 1 188 | 43,44 / 100,00  | 1,57 | 1 / 4       | Estável | 15 / 32  | Estável |
| Votos Inválidos         | Votos Inválidos          | 104   | 3,80 / 100,00   | 0,02 |             |         |          |         |
| Total                   | Total                    | 2 735 | 100,00 / 100,00 |      | 4 / 4       |         | 32 / 32  |         |
| Eleitorado/Participação | Eleitorado/Participação  | 4 269 | 64,07 / 100,00  | 1,38 |             |         |          |         |

| Freguesia              | Partido Vencedor | Partido Vencedor         | %              | Mandatos |
| ---------------------- | ---------------- | ------------------------ | -------------- | -------- |
| Guadalupe              |                  | Partido Social Democrata | 72,01 / 100,00 | 7 / 9    |
| Luz                    |                  | Partido Socialista       | 54,01 / 100,00 | 4 / 7    |
| Santa Cruz da Graciosa |                  | Partido Socialista       | 60,80 / 100,00 | 6 / 9    |
| São Mateus             |                  | Partido Socialista       | 70,30 / 100,00 | 5 / 7    |

### Santa Cruz das Flores

#### Câmara Municipal
| Partido                 | Partido                        | Votos | %               | +/-  | Vereadores | +/- |
| ----------------------- | ------------------------------ | ----- | --------------- | ---- | ---------- | --- |
|                         | Partido Socialista             | 785   | 59,47 / 100,00  | 5,63 | 3 / 5      | 1   |
|                         | Coligação Democrática Unitária | 262   | 19,85 / 100,00  | -    | 1 / 5      | -   |
|                         | Partido Social Democrata       | 235   | 17,80 / 100,00  | -    | 1 / 5      | -   |
| Votos Inválidos         | Votos Inválidos                | 38    | 2,87 / 100,00   | 2,50 |            |     |
| Total                   | Total                          | 1 320 | 100,00 / 100,00 |      | 5 / 5      |     |
| Eleitorado/Participação | Eleitorado/Participação        | 1 885 | 70,03 / 100,00  | 0,83 |            |     |

| Freguesia             | %     | %     | %     | Votantes |
| Freguesia             | PS    | CDU   | PSD   | Votantes |
| --------------------- | ----- | ----- | ----- | -------- |
| Caveira               | 69,81 | 16,98 | 13,21 | 53       |
| Cedros                | 41,76 | 37,36 | 15,38 | 91       |
| Ponta Delgada         | 63,06 | 15,77 | 18,47 | 222      |
| Santa Cruz das Flores | 59,75 | 18,66 | 18,76 | 954      |
| Santa Cruz das Flores | 59,47 | 19,85 | 17,80 | 1 320    |

#### Assembleia Municipal
| Partido                 | Partido                        | Votos | %               | +/-   | Mandatos | +/- |
| ----------------------- | ------------------------------ | ----- | --------------- | ----- | -------- | --- |
|                         | Partido Socialista             | 613   | 46,44 / 100,00  | 7,39  | 8 / 15   | 1   |
|                         | Coligação Democrática Unitária | 358   | 27,12 / 100,00  | 11,39 | 4 / 15   | 2   |
|                         | Partido Social Democrata       | 299   | 22,65 / 100,00  | -     | 3 / 15   | -   |
| Votos Inválidos         | Votos Inválidos                | 50    | 3,79 / 100,00   | 1,88  |          |     |
| Total                   | Total                          | 1 320 | 100,00 / 100,00 |       | 15 / 15  |     |
| Eleitorado/Participação | Eleitorado/Participação        | 1 885 | 70,03 / 100,00  | 0,83  |          |     |

| Freguesia             | %     | %     | %     | Votantes |
| Freguesia             | PS    | CDU   | PSD   | Votantes |
| --------------------- | ----- | ----- | ----- | -------- |
| Caveira               | 54,72 | 26,42 | 18,87 | 53       |
| Cedros                | 38,46 | 42,86 | 14,29 | 91       |
| Ponta Delgada         | 45,95 | 26,13 | 22,97 | 222      |
| Santa Cruz das Flores | 46,86 | 25,89 | 23,58 | 954      |
| Santa Cruz das Flores | 46,44 | 27,12 | 22,65 | 1 320    |

#### Juntas de Freguesia
| Partido                 | Partido                        | Votos | %               | +/-   | Presidentes | +/-     | Mandatos | +/- |
| ----------------------- | ------------------------------ | ----- | --------------- | ----- | ----------- | ------- | -------- | --- |
|                         | Partido Socialista             | 534   | 45,41 / 100,00  | 21,95 | 2 / 2       | Estável | 8 / 16   | 6   |
|                         | Partido Social Democrata       | 336   | 28,57 / 100,00  | 6,03  | 0 / 2       | Estável | 5 / 16   | 3   |
|                         | Grupo de Cidadãos              | 222   | 18,88 / 100,00  | -     | 0 / 2       | -       | 2 / 16   | -   |
|                         | Coligação Democrática Unitária | 45    | 3,83 / 100,00   | -     | 0 / 2       | -       | 1 / 16   | -   |
| Votos Inválidos         | Votos Inválidos                | 39    | 3,32 / 100,00   | 6,78  |             |         |          |     |
| Total                   | Total                          | 1 176 | 100,00 / 100,00 |       | 2 / 2       |         | 16 / 16  |     |
| Eleitorado/Participação | Eleitorado/Participação        | 1 687 | 69,71 / 100,00  | 1,25  |             |         |          |     |

| Freguesia             | Partido Vencedor               | Partido Vencedor               | %                              | Mandatos                       |
| --------------------- | ------------------------------ | ------------------------------ | ------------------------------ | ------------------------------ |
| Caveira               | Plenário de Cidadãos Eleitores | Plenário de Cidadãos Eleitores | Plenário de Cidadãos Eleitores | Plenário de Cidadãos Eleitores |
| Cedros                | Plenário de Cidadãos Eleitores | Plenário de Cidadãos Eleitores | Plenário de Cidadãos Eleitores | Plenário de Cidadãos Eleitores |
| Ponta Delgada         |                                | Partido Socialista             | 53,60 / 100,00                 | 4 / 7                          |
| Santa Cruz das Flores |                                | Partido Socialista             | 43,50 / 100,00                 | 4 / 9                          |

### São Roque do Pico

#### Câmara Municipal
| Partido                 | Partido                  | Votos | %               | +/-   | Vereadores | +/-     |
| ----------------------- | ------------------------ | ----- | --------------- | ----- | ---------- | ------- |
|                         | Partido Socialista       | 1 307 | 58,48 / 100,00  | 11,96 | 3 / 5      | Estável |
|                         | Partido Social Democrata | 858   | 38,39 / 100,00  | 7,23  | 2 / 5      | Estável |
| Votos Inválidos         | Votos Inválidos          | 70    | 3,13 / 100,00   | 0,60  |            |         |
| Total                   | Total                    | 2 235 | 100,00 / 100,00 |       | 5 / 5      |         |
| Eleitorado/Participação | Eleitorado/Participação  | 3 218 | 69,17 / 100,00  | 0,71  |            |         |

| Freguesia         | %     | %     | Votantes |
| Freguesia         | PS    | PSD   | Votantes |
| ----------------- | ----- | ----- | -------- |
| Prainha           | 63,80 | 33,07 | 384      |
| Santa Luzia       | 50,53 | 48,40 | 281      |
| Santo Amaro       | 65,24 | 32,38 | 210      |
| Santo António     | 63,49 | 32,45 | 493      |
| São Roque do Pico | 54,21 | 42,33 | 867      |
| São Roque do Pico | 58,48 | 38,39 | 2 235    |

#### Assembleia Municipal
| Partido                 | Partido                  | Votos | %               | +/-  | Deputados | +/- |
| ----------------------- | ------------------------ | ----- | --------------- | ---- | --------- | --- |
|                         | Partido Socialista       | 1 235 | 55,26 / 100,00  | 9,46 | 9 / 15    | 2   |
|                         | Partido Social Democrata | 811   | 36,29 / 100,00  | 8,01 | 6 / 15    | 1   |
|                         | CDS – Partido Popular    | 112   | 5,01 / 100,00   | 1,03 | 0 / 15    | 1   |
| Votos Inválidos         | Votos Inválidos          | 77    | 3,45 / 100,00   | 0,42 |           |     |
| Total                   | Total                    | 2 235 | 100,00 / 100,00 |      | 15 / 15   |     |
| Eleitorado/Participação | Eleitorado/Participação  | 3 231 | 69,17 / 100,00  | 0,71 |           |     |

| Freguesia         | %     | %     | %     | Votantes |
| Freguesia         | PS    | PSD   | CDS   | Votantes |
| ----------------- | ----- | ----- | ----- | -------- |
| Prainha           | 55,47 | 30,21 | 11,72 | 384      |
| Santa Luzia       | 45,91 | 49,82 | 2,85  | 281      |
| Santo Amaro       | 60,95 | 35,24 | 0,95  | 210      |
| Santo António     | 60,85 | 30,83 | 3,85  | 493      |
| São Roque do Pico | 53,63 | 37,95 | 4,38  | 867      |
| São Roque do Pico | 55,26 | 36,29 | 5,01  | 2 235    |

#### Juntas de Freguesia
| Partido                 | Partido                  | Votos | %               | +/-  | Presidentes | +/-     | Mandatos | +/- |
| ----------------------- | ------------------------ | ----- | --------------- | ---- | ----------- | ------- | -------- | --- |
|                         | Partido Socialista       | 1 216 | 54,41 / 100,00  | 5,57 | 4 / 5       | Estável | 23 / 37  | 3   |
|                         | Partido Social Democrata | 905   | 40,49 / 100,00  | 2,94 | 1 / 5       | Estável | 14 / 37  | 2   |
|                         | CDS – Partido Popular    | 52    | 2,33 / 100,00   | 1,49 | 0 / 5       | Estável | 0 / 37   | 1   |
| Votos Inválidos         | Votos Inválidos          | 62    | 2,78 / 100,00   | 1,12 |             |         |          |     |
| Total                   | Total                    | 2 235 | 100,00 / 100,00 |      | 5 / 5       |         | 37 / 37  |     |
| Eleitorado/Participação | Eleitorado/Participação  | 3 231 | 69,17 / 100,00  | 0,71 |             |         |          |     |

| Freguesia         | Partido Vencedor | Partido Vencedor         | %              | Mandatos |
| ----------------- | ---------------- | ------------------------ | -------------- | -------- |
| Prainha           |                  | Partido Socialista       | 61,20 / 100,00 | 5 / 7    |
| Santa Luzia       |                  | Partido Social Democrata | 58,36 / 100,00 | 4 / 7    |
| Santo Amaro       |                  | Partido Socialista       | 69,05 / 100,00 | 5 / 7    |
| Santo António     |                  | Partido Socialista       | 63,29 / 100,00 | 5 / 7    |
| São Roque do Pico |                  | Partido Socialista       | 47,40 / 100,00 | 5 / 9    |

### Velas

#### Câmara Municipal
| Partido                 | Partido                        | Votos | %               | +/-   | Vereadores | +/-     |
| ----------------------- | ------------------------------ | ----- | --------------- | ----- | ---------- | ------- |
|                         | CDS – Partido Popular          | 1 778 | 53,62 / 100,00  | 4,44  | 3 / 5      | Estável |
|                         | Partido Socialista             | 1 030 | 31,06 / 100,00  | 10,60 | 2 / 5      | 1       |
|                         | Partido Social Democrata       | 247   | 7,45 / 100,00   | 19,41 | 0 / 5      | 1       |
|                         | Coligação Democrática Unitária | 181   | 5,46 / 100,00   | -     | 0 / 5      | -       |
| Votos Inválidos         | Votos Inválidos                | 80    | 2,41 / 100,00   | 1,09  |            |         |
| Total                   | Total                          | 3 316 | 100,00 / 100,00 |       | 5 / 5      |         |
| Eleitorado/Participação | Eleitorado/Participação        | 5 030 | 65,92 / 100,00  | 3,27  |            |         |

| Freguesia    | %     | %     | %     | %    | Votantes |
| Freguesia    | CDS   | PS    | PSD   | CDU  | Votantes |
| ------------ | ----- | ----- | ----- | ---- | -------- |
| Manadas      | 46,46 | 27,17 | 20,47 | 4,72 | 254      |
| Norte Grande | 54,15 | 27,20 | 9,07  | 6,99 | 386      |
| Rosais       | 66,67 | 24,74 | 2,10  | 3,77 | 477      |
| Santo Amaro  | 58,89 | 28,26 | 6,52  | 4,35 | 506      |
| Urzelina     | 57,42 | 27,39 | 5,12  | 8,48 | 566      |
| Velas        | 45,25 | 39,04 | 7,81  | 4,79 | 1 127    |
| Velas        | 53,62 | 31,06 | 7,45  | 5,46 | 3 316    |

#### Assembleia Municipal
| Partido                 | Partido                        | Votos | %               | +/-   | Deputados | +/- |
| ----------------------- | ------------------------------ | ----- | --------------- | ----- | --------- | --- |
|                         | Partido Socialista             | 1 377 | 41,53 / 100,00  | 15,94 | 6 / 15    | 2   |
|                         | CDS – Partido Popular          | 1 187 | 35,80 / 100,00  | 5,22  | 6 / 15    | 1   |
|                         | Partido Social Democrata       | 447   | 13,48 / 100,00  | 23,32 | 2 / 15    | 4   |
|                         | Coligação Democrática Unitária | 200   | 6,03 / 100,00   | 3,11  | 1 / 15    | 1   |
| Votos Inválidos         | Votos Inválidos                | 105   | 3,17 / 100,00   | 0,93  |           |     |
| Total                   | Total                          | 3 316 | 100,00 / 100,00 |       | 15 / 15   |     |
| Eleitorado/Participação | Eleitorado/Participação        | 5 030 | 65,92 / 100,00  | 3,27  |           |     |

| Freguesia    | %     | %     | %     | %    | Votantes |
| Freguesia    | PS    | CDS   | PSD   | CDU  | Votantes |
| ------------ | ----- | ----- | ----- | ---- | -------- |
| Manadas      | 33,07 | 28,35 | 28,35 | 6,69 | 254      |
| Norte Grande | 37,31 | 38,34 | 14,25 | 7,51 | 386      |
| Rosais       | 35,85 | 51,15 | 5,45  | 4,61 | 477      |
| Santo Amaro  | 34,98 | 42,49 | 13,24 | 6,13 | 506      |
| Urzelina     | 35,34 | 40,64 | 13,25 | 7,42 | 566      |
| Velas        | 53,33 | 24,67 | 13,49 | 5,24 | 1 127    |
| Velas        | 41,53 | 35,80 | 13,48 | 6,03 | 3 316    |

#### Juntas de Freguesia
| Partido                 | Partido                        | Votos | %               | +/-   | Presidentes | +/- | Mandatos | +/- |
| ----------------------- | ------------------------------ | ----- | --------------- | ----- | ----------- | --- | -------- | --- |
|                         | Partido Socialista             | 1 591 | 47,98 / 100,00  | 8,22  | 1 / 6       | 1   | 20 / 44  | 2   |
|                         | CDS – Partido Popular          | 1 228 | 37,03 / 100,00  | 7,33  | 4 / 6       | 2   | 19 / 44  | 6   |
|                         | Partido Social Democrata       | 354   | 10,68 / 100,00  | 16,04 | 1 / 6       | 1   | 5 / 44   | 8   |
|                         | Coligação Democrática Unitária | 52    | 1,57 / 100,00   | -     | 0 / 6       | -   | 0 / 44   | -   |
| Votos Inválidos         | Votos Inválidos                | 91    | 2,75 / 100,00   | 1,35  |             |     |          |     |
| Total                   | Total                          | 3 316 | 100,00 / 100,00 |       | 6 / 6       |     | 44 / 44  |     |
| Eleitorado/Participação | Eleitorado/Participação        | 5 030 | 65,92 / 100,00  | 3,25  |             |     |          |     |

| Freguesia    | Partido Vencedor | Partido Vencedor         | %              | Mandatos |
| ------------ | ---------------- | ------------------------ | -------------- | -------- |
| Manadas      |                  | Partido Social Democrata | 39,76 / 100,00 | 3 / 7    |
| Norte Grande |                  | CDS – Partido Popular    | 44,04 / 100,00 | 3 / 7    |
| Rosais       |                  | CDS – Partido Popular    | 55,77 / 100,00 | 4 / 7    |
| Santo Amaro  |                  | CDS – Partido Popular    | 47,63 / 100,00 | 4 / 7    |
| Urzelina     |                  | CDS – Partido Popular    | 48,41 / 100,00 | 4 / 7    |
| Velas        |                  | Partido Socialista       | 71,34 / 100,00 | 8 / 9    |

### Vila do Porto

#### Câmara Municipal
| Partido                 | Partido                  | Votos | %               | +/-  | Vereadores | +/- |
| ----------------------- | ------------------------ | ----- | --------------- | ---- | ---------- | --- |
|                         | Partido Social Democrata | 1 936 | 68,43 / 100,00  | 4,85 | 4 / 5      | 1   |
|                         | Partido Socialista       | 664   | 23,47 / 100,00  | 8,37 | 1 / 5      | 1   |
|                         | Bloco de Esquerda        | 163   | 5,76 / 100,00   | -    | 0 / 5      | -   |
| Votos Inválidos         | Votos Inválidos          | 66    | 2,33 / 100,00   | 0,03 |            |     |
| Total                   | Total                    | 2 829 | 100,00 / 100,00 |      | 5 / 5      |     |
| Eleitorado/Participação | Eleitorado/Participação  | 5 529 | 51,17 / 100,00  | 7,50 |            |     |

| Freguesia      | %     | %     | %    | Votantes |
| Freguesia      | PSD   | PS    | BE   | Votantes |
| -------------- | ----- | ----- | ---- | -------- |
| Almagreira     | 70,06 | 19,44 | 8,02 | 324      |
| Santa Bárbara  | 66,40 | 26,40 | 4,80 | 250      |
| Santo Espírito | 68,32 | 23,82 | 6,02 | 382      |
| São Pedro      | 72,25 | 21,59 | 4,63 | 454      |
| Vila do Porto  | 67,23 | 24,38 | 5,71 | 1 419    |
| Vila do Porto  | 68,43 | 23,47 | 5,76 | 2 829    |

#### Assembleia Municipal
| Partido                 | Partido                        | Votos | %               | +/-  | Deputados | +/-     |
| ----------------------- | ------------------------------ | ----- | --------------- | ---- | --------- | ------- |
|                         | Partido Social Democrata       | 1 629 | 57,58 / 100,00  | 8,03 | 9 / 15    | 1       |
|                         | Partido Socialista             | 820   | 28,99 / 100,00  | 4,30 | 5 / 15    | Estável |
|                         | Bloco de Esquerda              | 215   | 7,60 / 100,00   | 5,57 | 1 / 15    | 1       |
|                         | Coligação Democrática Unitária | 73    | 2,58 / 100,00   | 9,94 | 0 / 15    | 2       |
| Votos Inválidos         | Votos Inválidos                | 92    | 3,25 / 100,00   | 0,63 |           |         |
| Total                   | Total                          | 2 829 | 100,00 / 100,00 |      | 15 / 15   |         |
| Eleitorado/Participação | Eleitorado/Participação        | 5 529 | 51,17 / 100,00  | 7,50 |           |         |

| Freguesia      | %     | %     | %    | %    | Votantes |
| Freguesia      | PSD   | PS    | BE   | CDU  | Votantes |
| -------------- | ----- | ----- | ---- | ---- | -------- |
| Almagreira     | 63,27 | 22,84 | 8,02 | 2,47 | 324      |
| Santa Bárbara  | 52,00 | 36,40 | 4,40 | 2,00 | 250      |
| Santo Espírito | 52,09 | 35,86 | 8,12 | 0,79 | 382      |
| São Pedro      | 62,33 | 25,11 | 7,49 | 2,64 | 454      |
| Vila do Porto  | 57,22 | 28,47 | 7,96 | 3,17 | 1 419    |
| Vila do Porto  | 57,58 | 28,99 | 7,60 | 2,58 | 2 829    |

#### Juntas de Freguesia
| Partido                 | Partido                  | Votos | %               | +/-  | Presidentes | +/-     | Mandatos | +/-     |
| ----------------------- | ------------------------ | ----- | --------------- | ---- | ----------- | ------- | -------- | ------- |
|                         | Partido Social Democrata | 1 752 | 61,91 / 100,00  | 5,07 | 4 / 5       | 1       | 24 / 37  | 1       |
|                         | Partido Socialista       | 927   | 32,76 / 100,00  | 5,18 | 1 / 5       | 1       | 13 / 37  | 1       |
|                         | Bloco de Esquerda        | 74    | 2,61 / 100,00   | 0,58 | 0 / 5       | Estável | 0 / 37   | Estável |
| Votos Inválidos         | Votos Inválidos          | 77    | 2,72 / 100,00   | 0,47 |             |         |          |         |
| Total                   | Total                    | 2 830 | 100,00 / 100,00 |      | 5 / 5       |         | 37 / 37  |         |
| Eleitorado/Participação | Eleitorado/Participação  | 5 529 | 51,18 / 100,00  | 7,49 |             |         |          |         |

| Freguesia      | Partido Vencedor | Partido Vencedor         | %              | Mandatos |
| -------------- | ---------------- | ------------------------ | -------------- | -------- |
| Almagreira     |                  | Partido Social Democrata | 62,96 / 100,00 | 5 / 7    |
| Santa Bárbara  |                  | Partido Social Democrata | 48,80 / 100,00 | 4 / 7    |
| Santo Espírito |                  | Partido Socialista       | 53,26 / 100,00 | 4 / 7    |
| São Pedro      |                  | Partido Social Democrata | 63,88 / 100,00 | 5 / 7    |
| Vila do Porto  |                  | Partido Social Democrata | 67,72 / 100,00 | 7 / 9    |

### Vila Franca do Campo

#### Câmara Municipal
| Partido                 | Partido                        | Votos  | %               | +/-  | Vereadores | +/-     |
| ----------------------- | ------------------------------ | ------ | --------------- | ---- | ---------- | ------- |
|                         | Partido Socialista             | 3 003  | 54,24 / 100,00  | 4,97 | 4 / 7      | Estável |
|                         | Partido Social Democrata       | 2 201  | 39,76 / 100,00  | -    | 3 / 7      | -       |
|                         | Coligação Democrática Unitária | 111    | 2,01 / 100,00   | 1,34 | 0 / 7      | Estável |
| Votos Inválidos         | Votos Inválidos                | 221    | 3,99 / 100,00   | 2,33 |            |         |
| Total                   | Total                          | 5 536  | 100,00 / 100,00 |      | 7 / 7      |         |
| Eleitorado/Participação | Eleitorado/Participação        | 10 525 | 52,60 / 100,00  | 7,41 |            |         |

| Freguesia                         | %     | %     | %    | Votantes |
| Freguesia                         | PS    | PSD   | CDU  | Votantes |
| --------------------------------- | ----- | ----- | ---- | -------- |
| Água de Alto                      | 60,68 | 33,41 | 2,13 | 847      |
| Ponta Garça                       | 57,12 | 36,29 | 1,97 | 1 623    |
| Ribeira das Tainhas               | 62,24 | 31,00 | 1,17 | 429      |
| Ribeira Seca                      | 50,98 | 44,77 | 1,47 | 612      |
| Vila Franca do Campo (São Miguel) | 46,60 | 47,64 | 2,08 | 1 249    |
| Vila Franca do Campo (São Pedro)  | 51,68 | 42,14 | 2,71 | 776      |
| Vila Franca do Campo              | 54,24 | 39,76 | 2,01 | 5 536    |

#### Assembleia Municipal
| Partido                 | Partido                  | Votos  | %               | +/-   | Deputados | +/- |
| ----------------------- | ------------------------ | ------ | --------------- | ----- | --------- | --- |
|                         | Partido Socialista       | 3 055  | 55,28 / 100,00  | 11,99 | 12 / 21   | 2   |
|                         | Partido Social Democrata | 2 219  | 40,16 / 100,00  | -     | 9 / 21    | -   |
| Votos Inválidos         | Votos Inválidos          | 252    | 4,56 / 100,00   | 1,19  |           |     |
| Total                   | Total                    | 5 526  | 100,00 / 100,00 |       | 21 / 21   |     |
| Eleitorado/Participação | Eleitorado/Participação  | 10 525 | 52,50 / 100,00  | 7,39  |           |     |

| Freguesia                         | %     | %     | Votantes |
| Freguesia                         | PS    | PSD   | Votantes |
| --------------------------------- | ----- | ----- | -------- |
| Água de Alto                      | 61,51 | 33,77 | 847      |
| Ponta Garça                       | 55,82 | 39,19 | 1 623    |
| Ribeira das Tainhas               | 62,47 | 31,47 | 429      |
| Ribeira Seca                      | 50,33 | 46,08 | 612      |
| Vila Franca do Campo (São Miguel) | 51,09 | 44,55 | 1 239    |
| Vila Franca do Campo (São Pedro)  | 53,99 | 42,27 | 776      |
| Vila Franca do Campo              | 55,28 | 40,16 | 5 526    |

#### Juntas de Freguesia
| Partido                 | Partido                  | Votos  | %               | +/-  | Presidentes | +/- | Mandatos | +/- |
| ----------------------- | ------------------------ | ------ | --------------- | ---- | ----------- | --- | -------- | --- |
|                         | Partido Socialista       | 3 026  | 54,75 / 100,00  | 9,37 | 5 / 6       | 1   | 30 / 50  | 5   |
|                         | Partido Social Democrata | 2 255  | 40,80 / 100,00  | -    | 1 / 6       | -   | 20 / 50  | -   |
| Votos Inválidos         | Votos Inválidos          | 246    | 4,45 / 100,00   | 1,29 |             |     |          |     |
| Total                   | Total                    | 5 527  | 100,00 / 100,00 |      | 6 / 6       |     | 50 / 50  |     |
| Eleitorado/Participação | Eleitorado/Participação  | 10 525 | 52,51 / 100,00  | 2,24 |             |     |          |     |

| Freguesia                         | Partido Vencedor | Partido Vencedor         | %              | Mandatos |
| --------------------------------- | ---------------- | ------------------------ | -------------- | -------- |
| Água de Alto                      |                  | Partido Socialista       | 58,68 / 100,00 | 5 / 9    |
| Ponta Garça                       |                  | Partido Socialista       | 54,47 / 100,00 | 5 / 9    |
| Ribeira das Tainhas               |                  | Partido Socialista       | 70,86 / 100,00 | 6 / 7    |
| Ribeira Seca                      |                  | Partido Social Democrata | 63,89 / 100,00 | 5 / 7    |
| Vila Franca do Campo (São Miguel) |                  | Partido Socialista       | 58,06 / 100,00 | 6 / 9    |
| Vila Franca do Campo (São Pedro)  |                  | Partido Socialista       | 53,99 / 100,00 | 5 / 9    |